# キャブオーバー

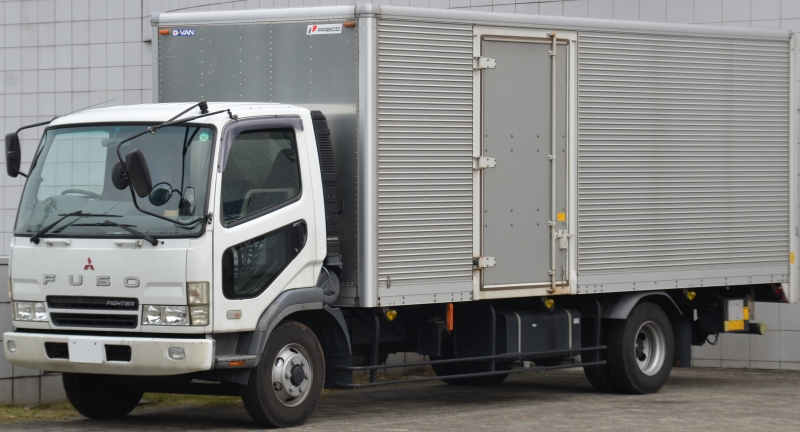
キャブオーバーの三菱ふそう・ファイター

キャブオーバーとは、自動車の構造上の分類の一つ。エンジンの上にキャブ（運転席）があるものを意味し、主にトラックなど中・大型車で使われている。本項では特筆なき限り、トラックのキャブオーバーについての記述とする。
英語では Cab over the Engine と呼ばれ、運転席（cabin:キャビン）がエンジンの上にある（over:オーバー）形式の車両の総称で、COEと略されることも多い。商標としては、ジープ、ランドローバー、コマー（英語版）などの「フォワードコントロール」（略称 FC = エンジンやトランスミッションを前方から操作する）という表現もある。対義語としてボンネット型あるいはボンネットトラックという用語があり、運転台の前方に細長く伸びたボンネットの中にエンジンが収められている。
キャブオーバーはトラックの構造としては、世界中の殆どの国で主流の形式である。日本やヨーロッパなど世界各地のメーカーは、小型から大型までキャブオーバー型のトラックを生産している。ボンネットトラックはごく一部の特殊な車両に限られており、全てのモデルがキャブオーバー型という自動車メーカーは多い。これと全く逆の傾向があるのがアメリカとカナダであり、これらの国ではボンネット型が主流である。北米のメーカーは軽積載のライトトラックから大型トラックに至るまで、ほぼ全てのクラスでボンネット型を用意している。キャブオーバー車もあるが、用意されるのは中型以下のトラックやバス、消防車やごみ収集車といった特装車など、ごく一部に限られる。オーストラリアも特徴的な市場で、ユート（Ute）と呼ばれる乗用車ベースのクーペユーティリティー（Coupé utility）やピックアップトラックの人気が高い。

## 長所と短所

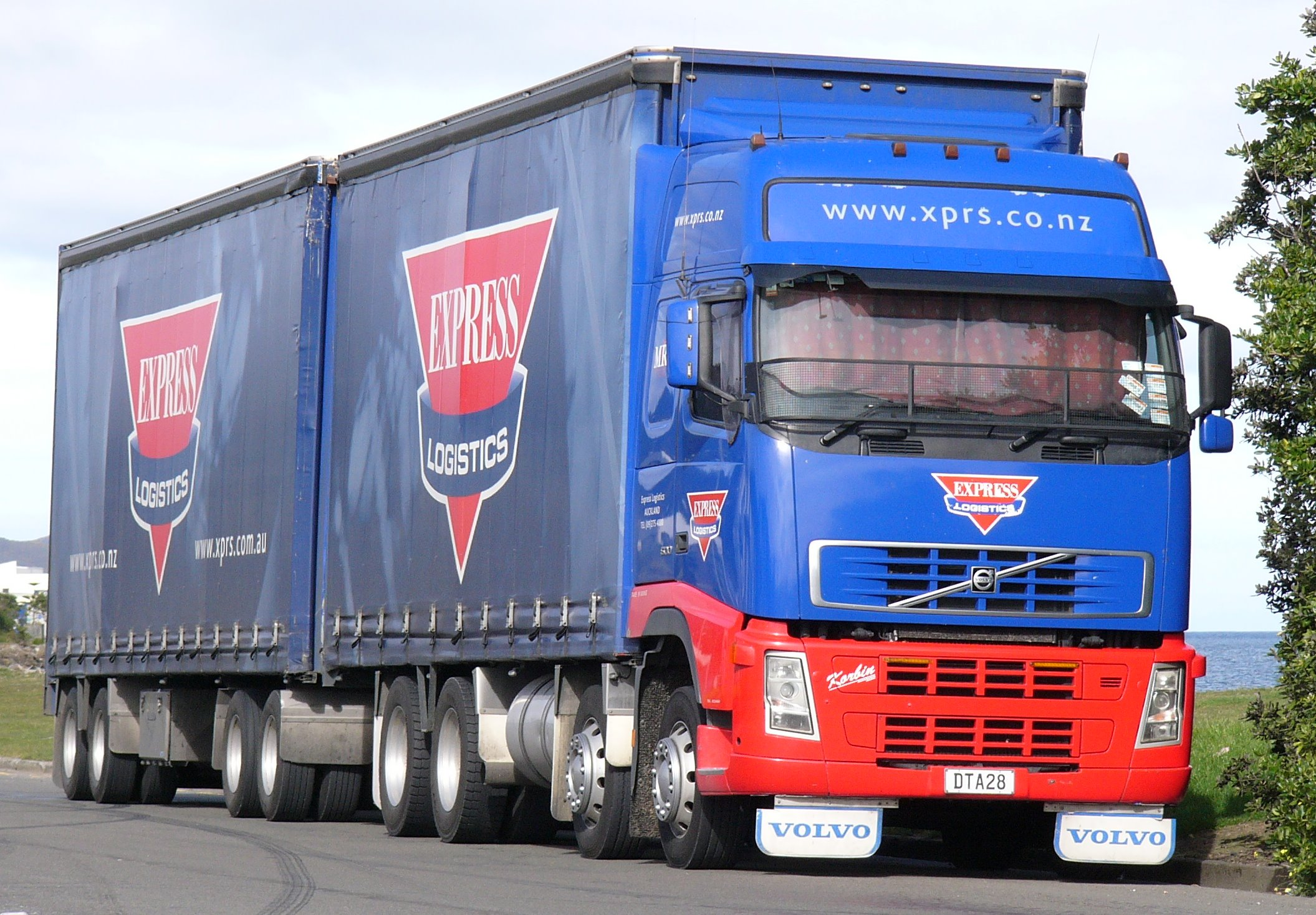
ボルボFH。エンジンルームの上にキャビンがあるので、その分だけ荷室を長く取れる

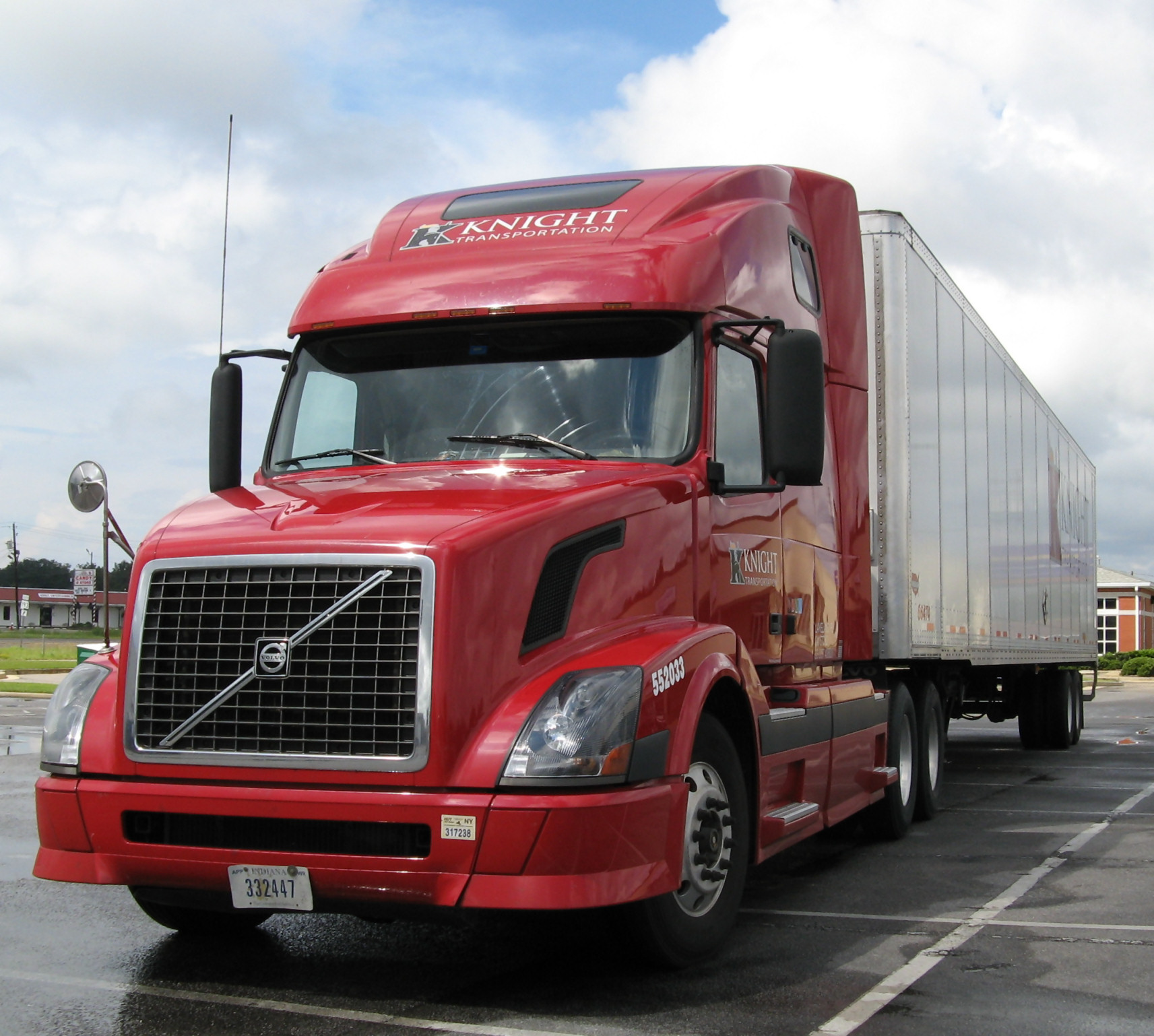
ボルボVN。ボンネットの分だけ長くなるが、快適性や安全性で有利な面もある。北米のみで販売

キャブオーバーの長所と短所は、ボンネット型のそれと全く正反対である。
キャブオーバーの長所として挙げられるのは、長さ方向に対するパッケージングが優れていることである。運転席とエンジンが二階建て構造になっているため、長さ方向に対しこれらが要する空間を圧縮できる。さらに、これまで運転席の後ろにあった仮眠用のベッドも運転席の直上に配置されることが増えている。トラックが効率よく荷物を運ぶためには限られた寸法のなかで荷台・荷室を大きくしなければならず、逆にそれ以外の部分が大きく容積を取ることは好ましくない。特に車両の全長に対する規制が厳しい市場ではキャブオーバーの利点は非常に大きい。
更に総じて視認性に優れており、車体の限界が見えやすいため細い道などでも比較的運転しやすいというメリットもある。通常の用途はもちろん、ラリーレイドでは砂丘を超える際に先を見通す上で有用である。
これらが日本やヨーロッパなど、多くの国と地域でキャブオーバー型が主流となり、ボンネット型が廃れた原因である。
一方で、キャブオーバー車のボンネット車に対する短所として、以下の五つの不利が挙げられる。
1. 衝突安全性で不利
2. 空気抵抗で不利
3. 乗員の快適性で不利
4. 整備性で不利
5. 設計の自由度で不利

- 衝突安全性で不利なのは、運転席の前方にクラッシャブルゾーンがほとんど無い事が原因で、ワンボックス車など小型の商用車・乗用車も同じような不利を抱えている。
- 空気抵抗で不利なのは、キャブの高さ（前面投影面積）が増すことと、その前面投影面積に対して長さが短いことによる。空力特性の悪さは燃費に影響する。ただし、バンボディ車や平ボディにコンテナを積載した場合にはこれらが前面投影面積となるためキャブ形状の差は現れず、荷室やコンテナの長さが同じであれば全長に対するキャブ長さの差も小さくなる。
- 快適性の不利は、自動車の騒音及び振動の最大の発生源である、エンジンやサスペンションの真上に乗員が乗ることと、座面自体が路面から離れていてピッチングやローリングの影響が大きくなることである。
- 整備性の不利は、運転席がエンジンの真上にあることから、キャブオーバーではキャブそのものをボンネットのように持ちあげたり、或いは運転席を跳ね上げて整備口を開かなければならない。これは、ボンネットを開けるだけでエンジンを広く見渡せるのと比べれば、整備面で不利である。
- 設計の自由度の不利は省スペース性の裏返しであり、ボンネット型に比べると全高を低くしたり、巨大なエンジンやよく動くサスペンションを搭載するのには工夫が必要となる。

北アメリカで今でもボンネット車が主流なのは、国土が広大で全長規制が比較的緩く、それによりボンネット型の長所を活かしやすく短所が問題になり難いためである。
以上はあくまで一般論であり、全てのキャブオーバー車がボンネット車に上記5点で必ず劣るとは限らない。各自動車メーカーは、車体細部の形状、エンジン、トランスミッション、キャブ構造を改善し続けており、安全性・燃費・快適性・整備性・静粛性を改善させている。

## 各地の傾向

### 北米

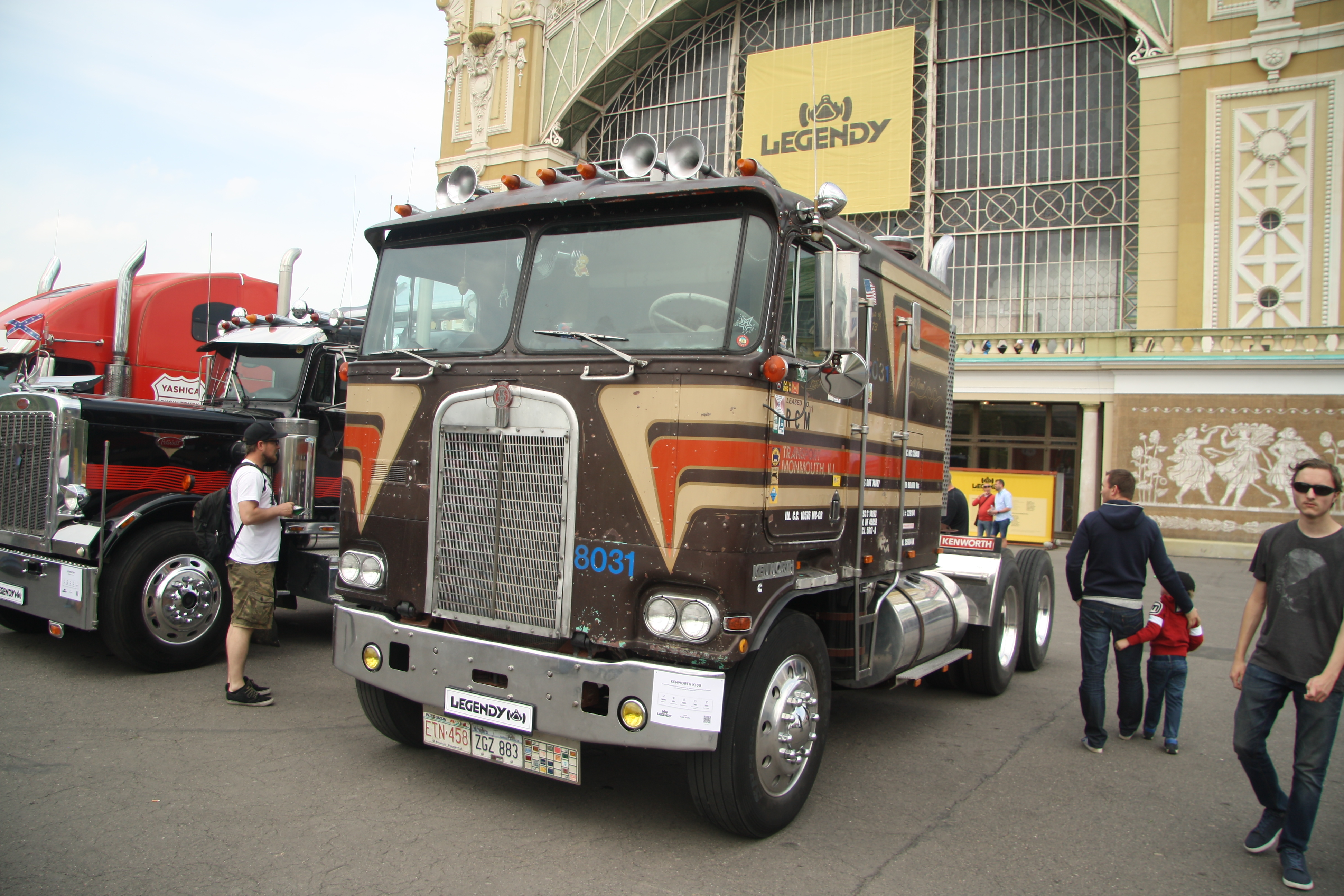
キャブオーバー大型トラックのケンワース・K100。北米市場では1960年代に発売されたが、2002年に北米での販売が終了した。

現代においては殆ど唯一の、ボンネット型が主流・キャブオーバーが非主流の地域である。1950〜1970年代にはキャブオーバー型が主流であったが、トラックの長さに関する規制が緩和されたことで、ボンネット型に取って代わられた。
その理由は先述の通り、ボンネット型のデメリットを無視できる国土と道路インフラがあること。ケンワース、フレイトライナー・トラックス、ピータービルト、マック、ナビスター・インターナショナル、ウェスタン・スター・トラックスなど、北米メーカーの主力車種は全てボンネット型であり、特に長距離輸送に用いるSemi（発音はセムアイ）と呼ばれるセミトラクタは全てがボンネット型である。かつてはキャブオーバー型の長距離トラックもあったのだが、現在ではどのメーカーも北アメリカでは販売していない。
アメリカ合衆国で売られているキャブオーバーの多くが、近距離配送用のトラックか特装車のベース車両である。別の言い方をすると、ボンネット車で無ければ北米での販売は極限られたものになるということ。実際、世界トップクラスの販売実績を誇るメルセデス・ベンツのトラックも、北米では販売されておらず、ダイムラーはフレイトライナーやウェスタンスタートラックス（英語版）を傘下に収めることで対応している。
ボルボは北米向けにボルボブランドのボンネット車を販売しているが、これは欧州メーカーとしては数少ない事例である。日野自動車はアメリカ合衆国の車両区分で、小型のクラス1～3、中型のクラス4～5でキャブオーバーを販売しているが、中型のクラス6と大型のクラス7～8では、ボンネット型を販売している。

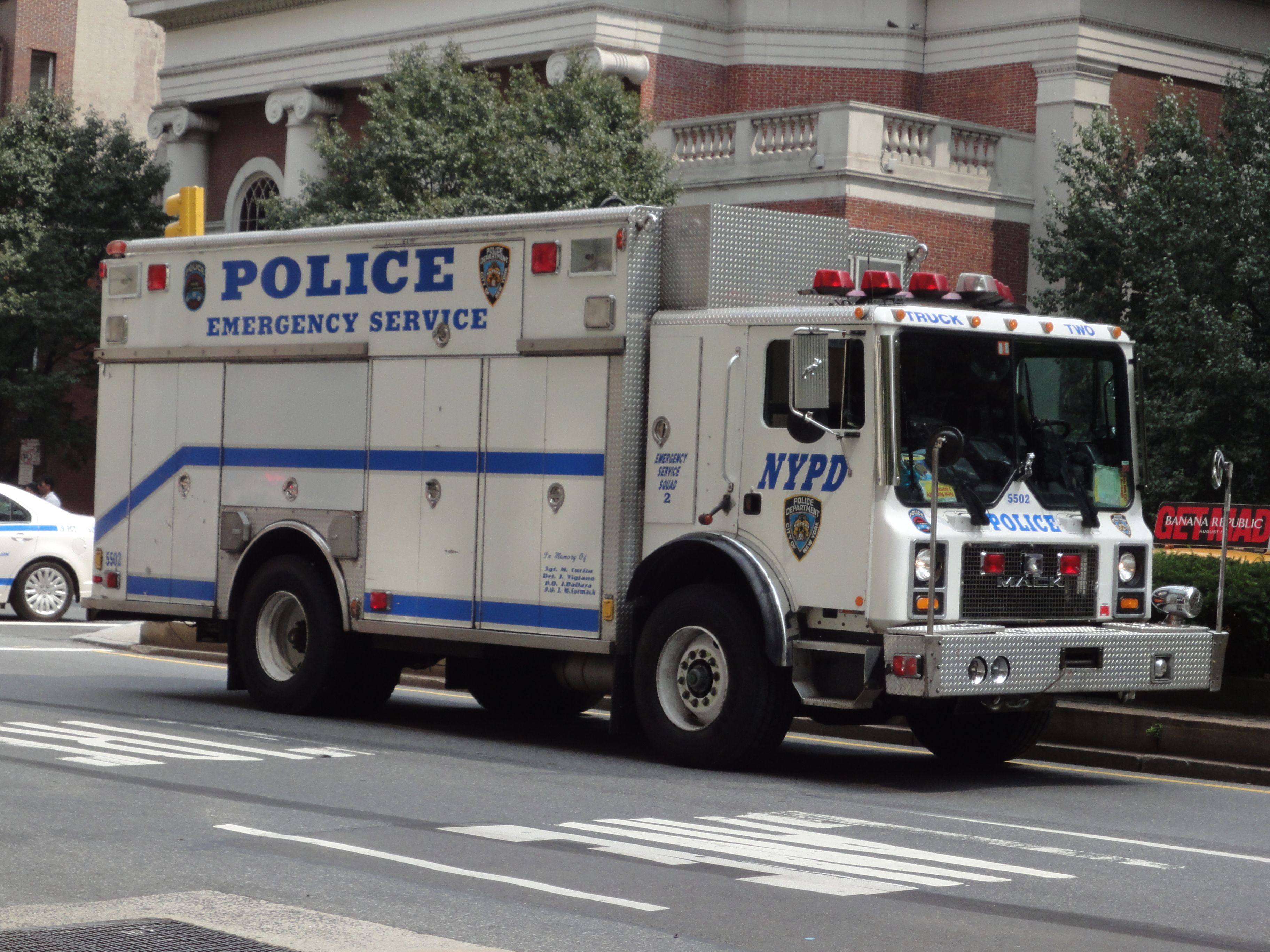
Mack TerraProベースをベースにした、NYPDの特殊部隊車両
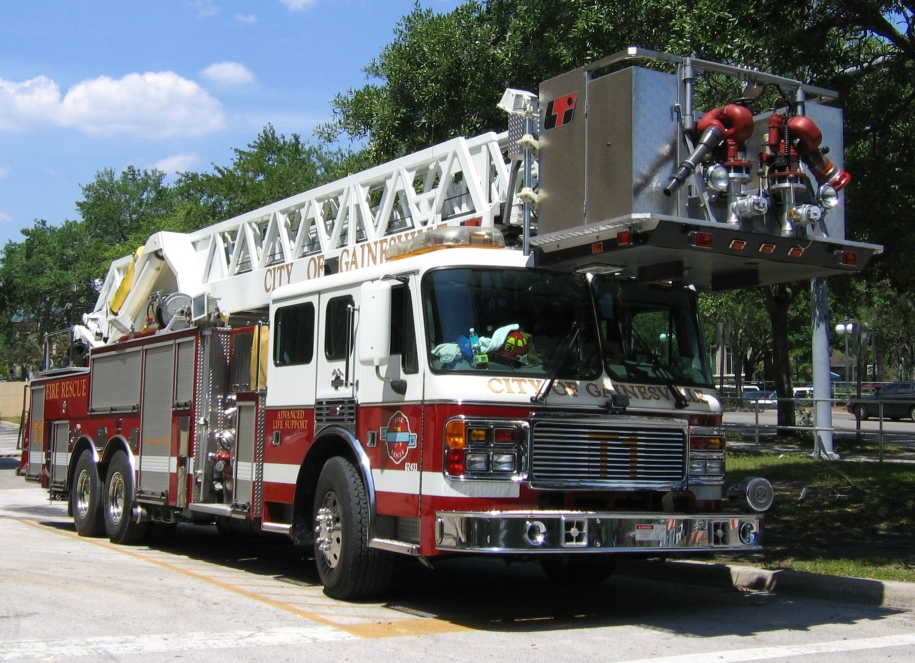
アメリカン・ラフランス製のはしご消防車
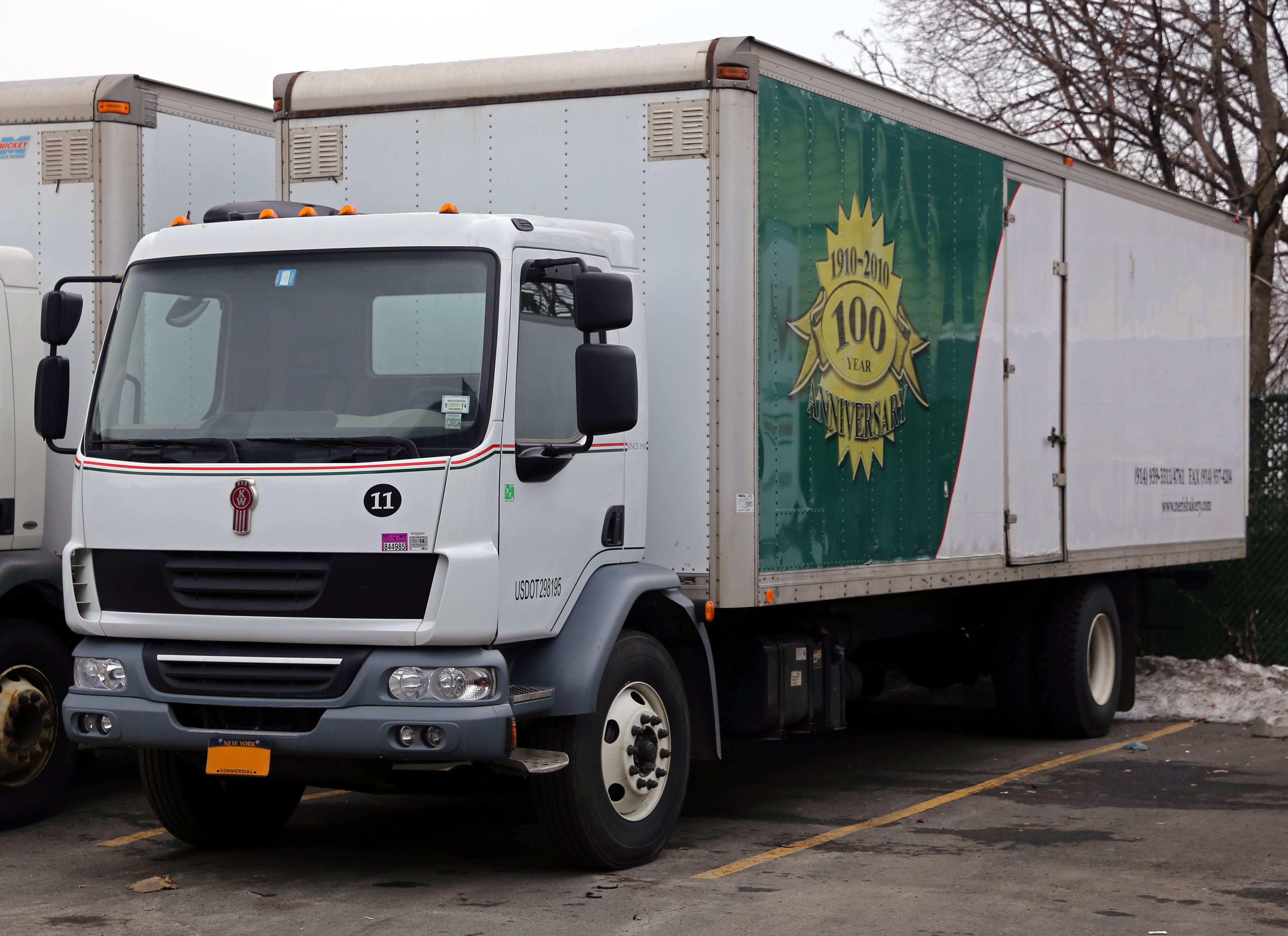
ケンワース・K370中型トラック。パッカーグループのDAF・LFのOEM車。
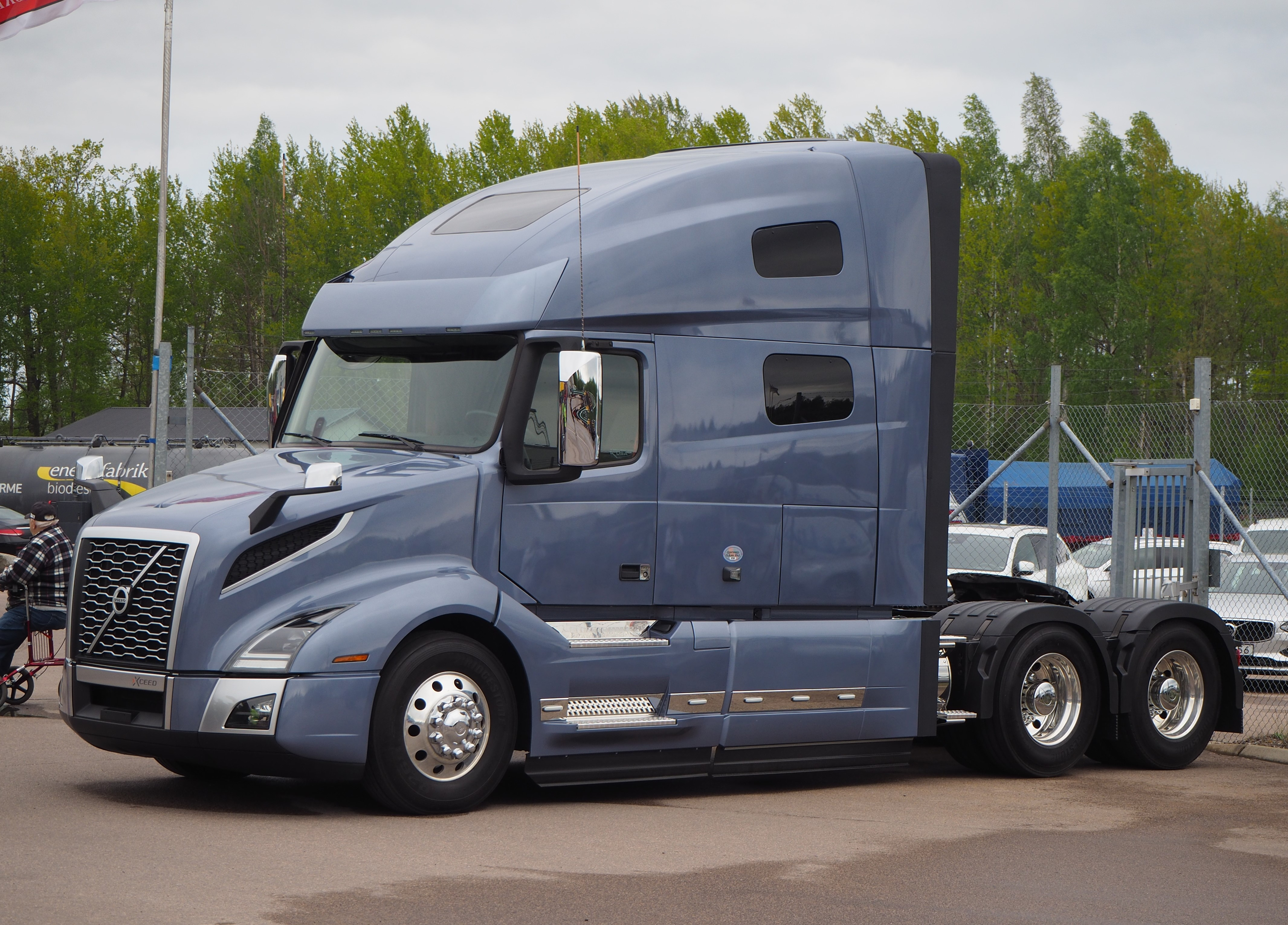
ボルボ・VNL。クラス8の長距離用セミトラクター。ボルボはFHというキャブオーバーの大型セミトラクターを製造・販売しているが、北米ではアメリカ製のVNLが売られている
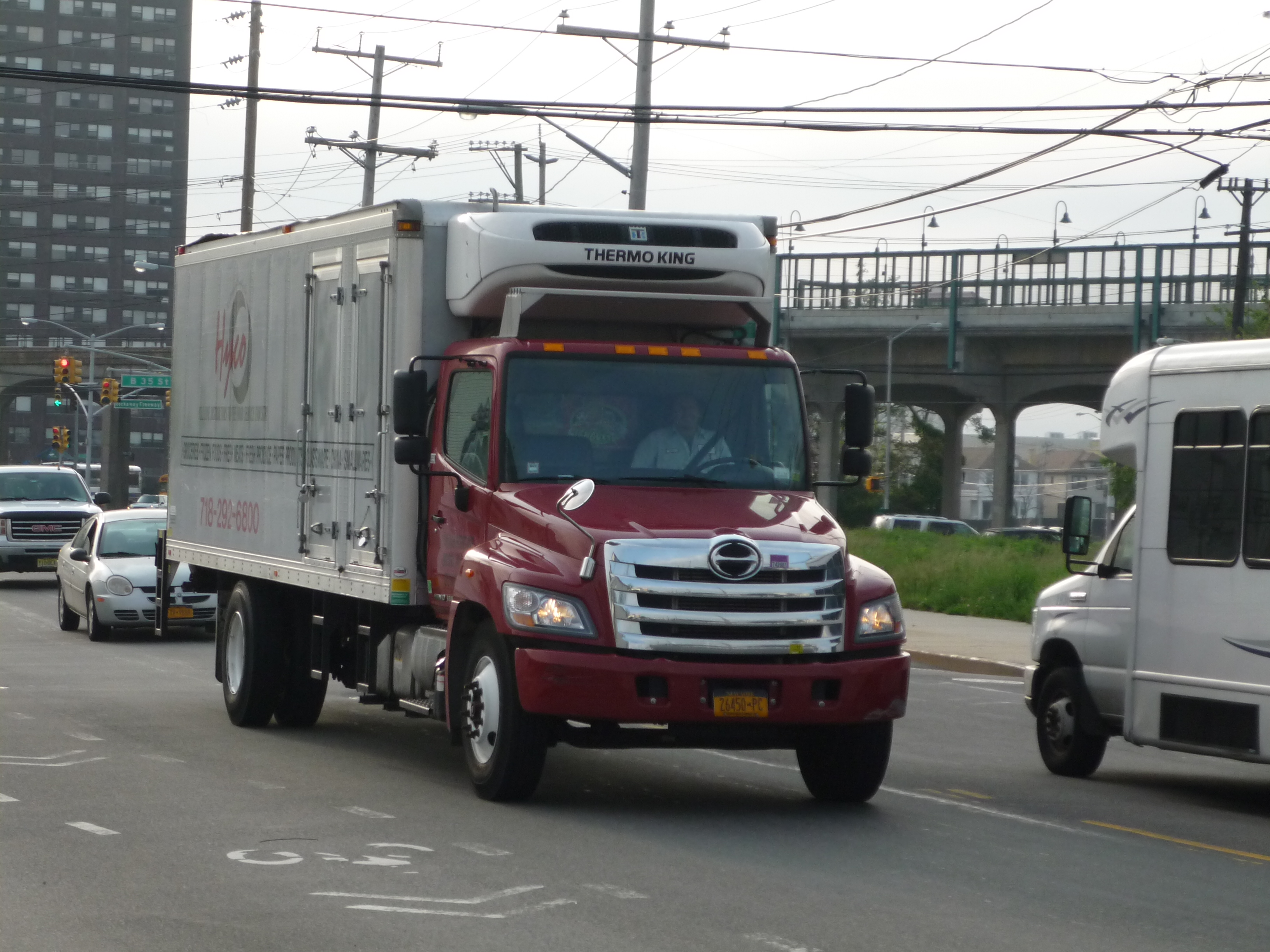
日野自動車が北米で販売するクラス6のHino・258。ボンネット型で、北米以外の地域では販売されていない

### ヨーロッパ
現代においては中型 - 大型トラックは、ほぼ全てがキャブオーバー車である。メルセデス・ベンツのゼトロスといった一部の特殊なトラックがボンネット型を採用しているものの、軍用や特装車分野においても大方のメーカーはキャブオーバー車を製造している。一方でバンとコンポーネンツを共有する普通・小型トラックにおいては、メルセデス・ベンツ・スプリンターやルノー・マスターといったボンネットトラックも多い。欧州で販売されているキャブオーバーの普通・小型トラックとしては、いすゞ・エルフ（Nシリーズ／REWARD）や三菱ふそう・キャンターなどがそれにあたる。
欧州ではトラックは最高時速が90km/hに制限されているため、空力の影響が比較的少ないのもキャブオーバー型には追い風となっている。
スカニアはかつて「Tシリーズ」と呼ばれるボンネット型大型トラックをヨーロッパでも販売していた。これは近年のヨーロッパでは数少ないボンネット型であったが2005年に生産を終了し、現在の同社販売車種は全てキャブオーバーになっている。

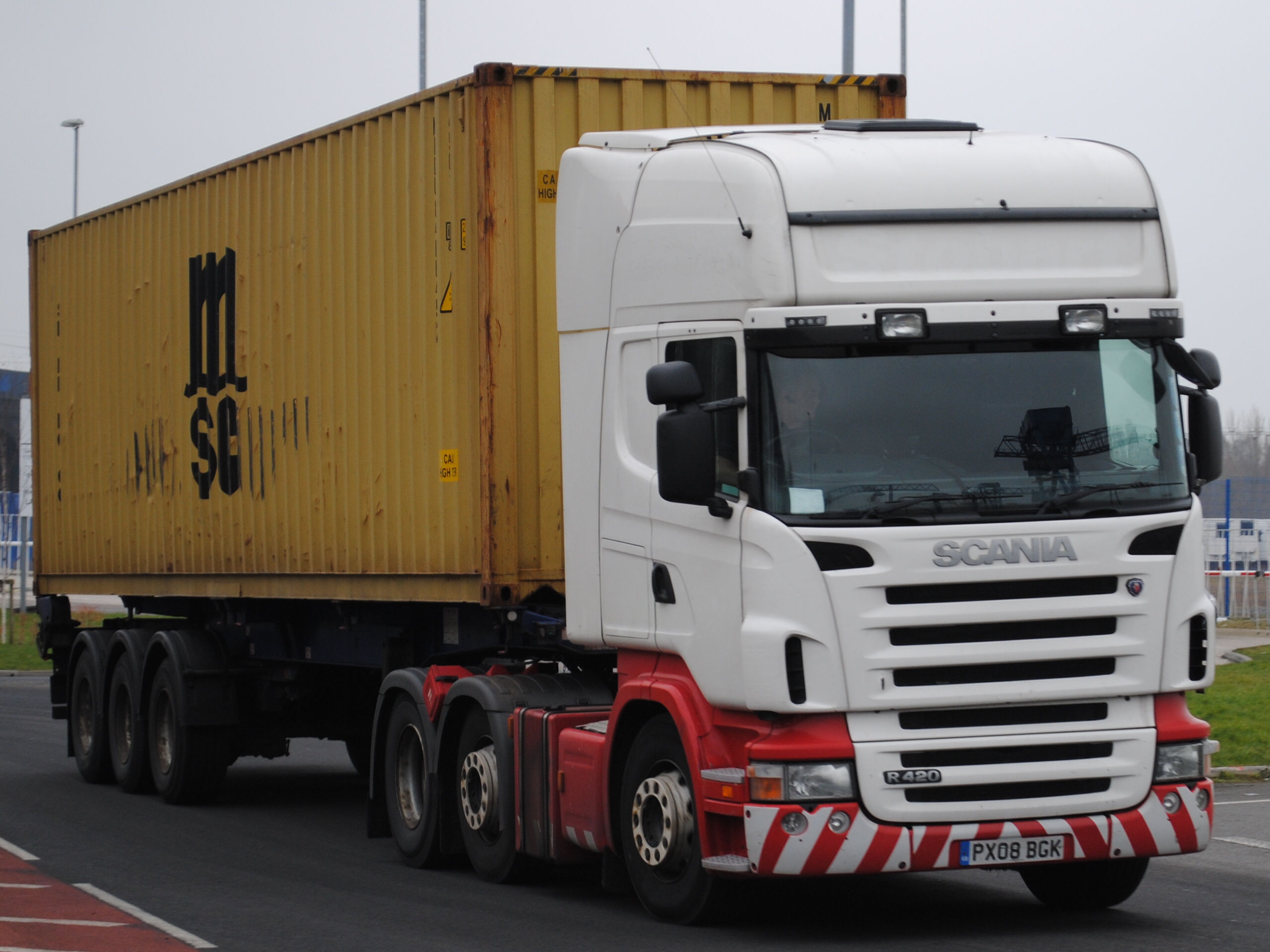
スカニア
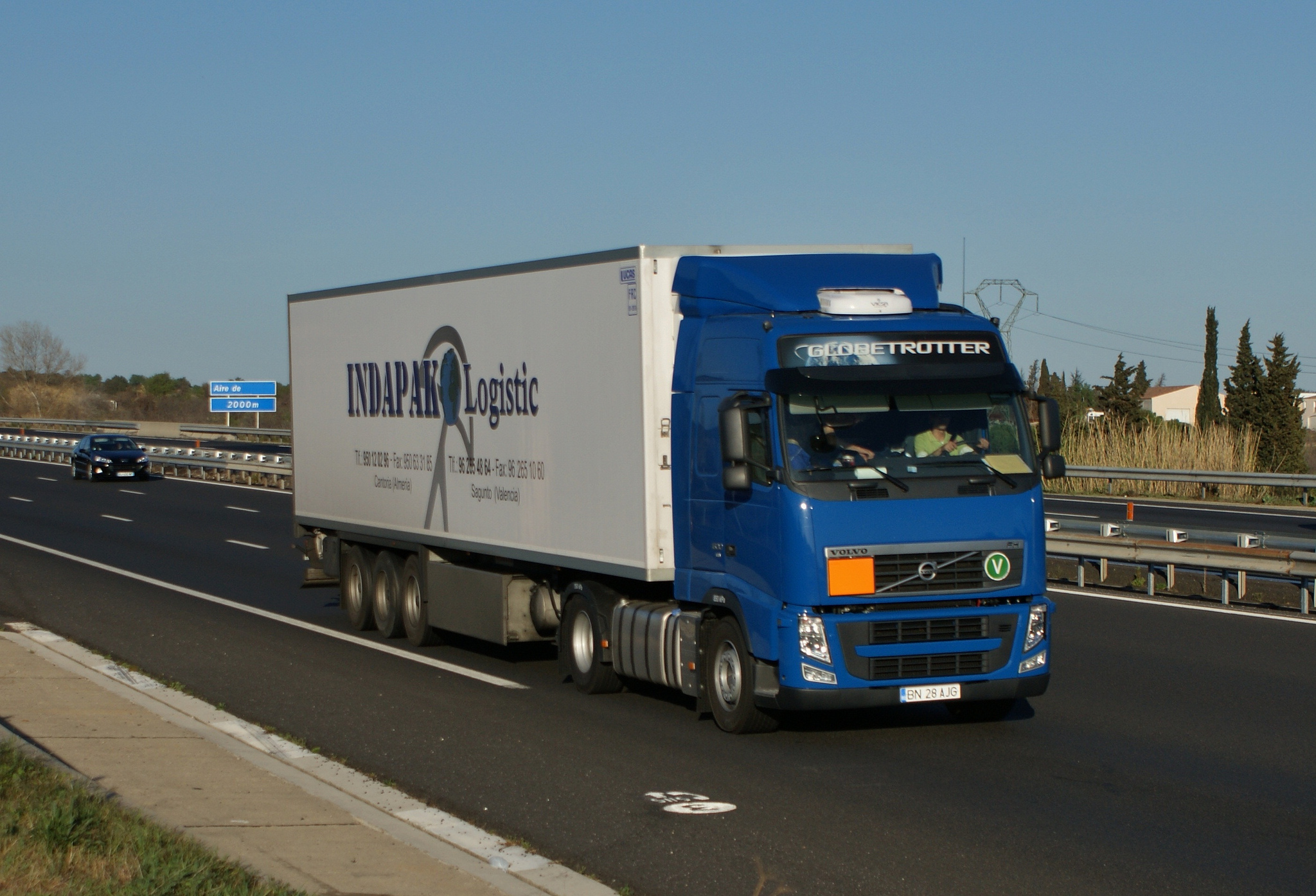
ボルボ
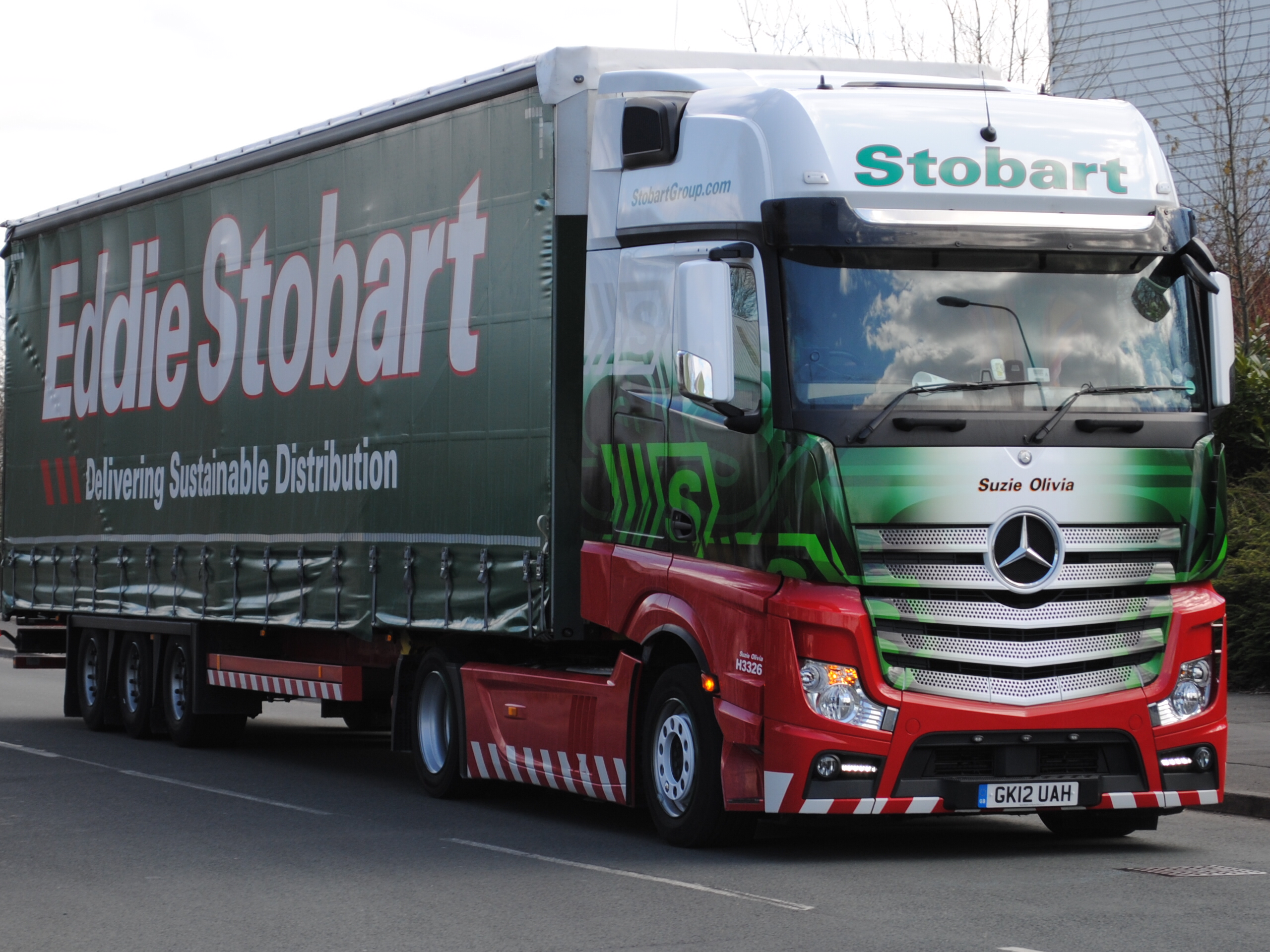
メルセデス・ベンツ
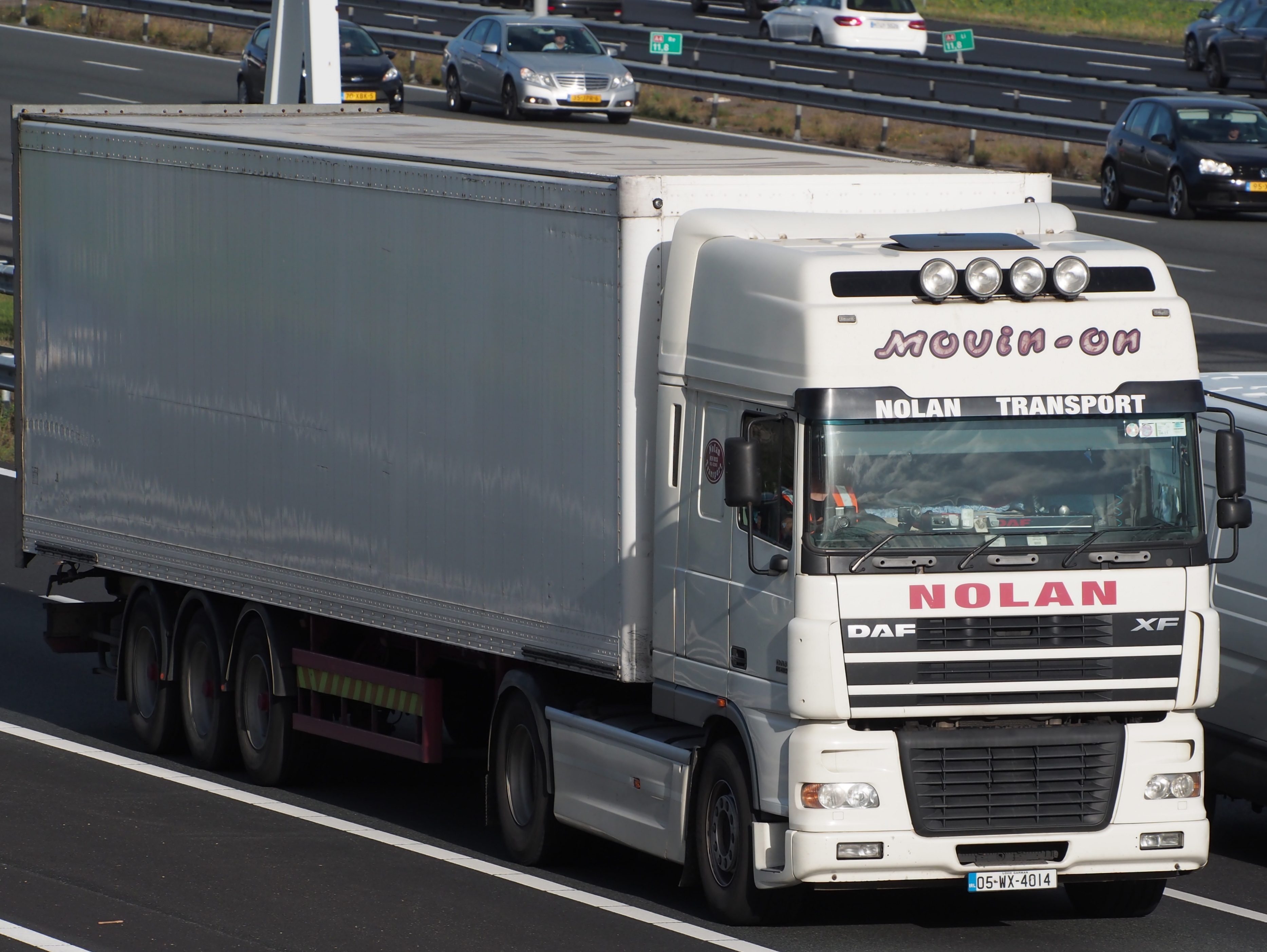
DAF
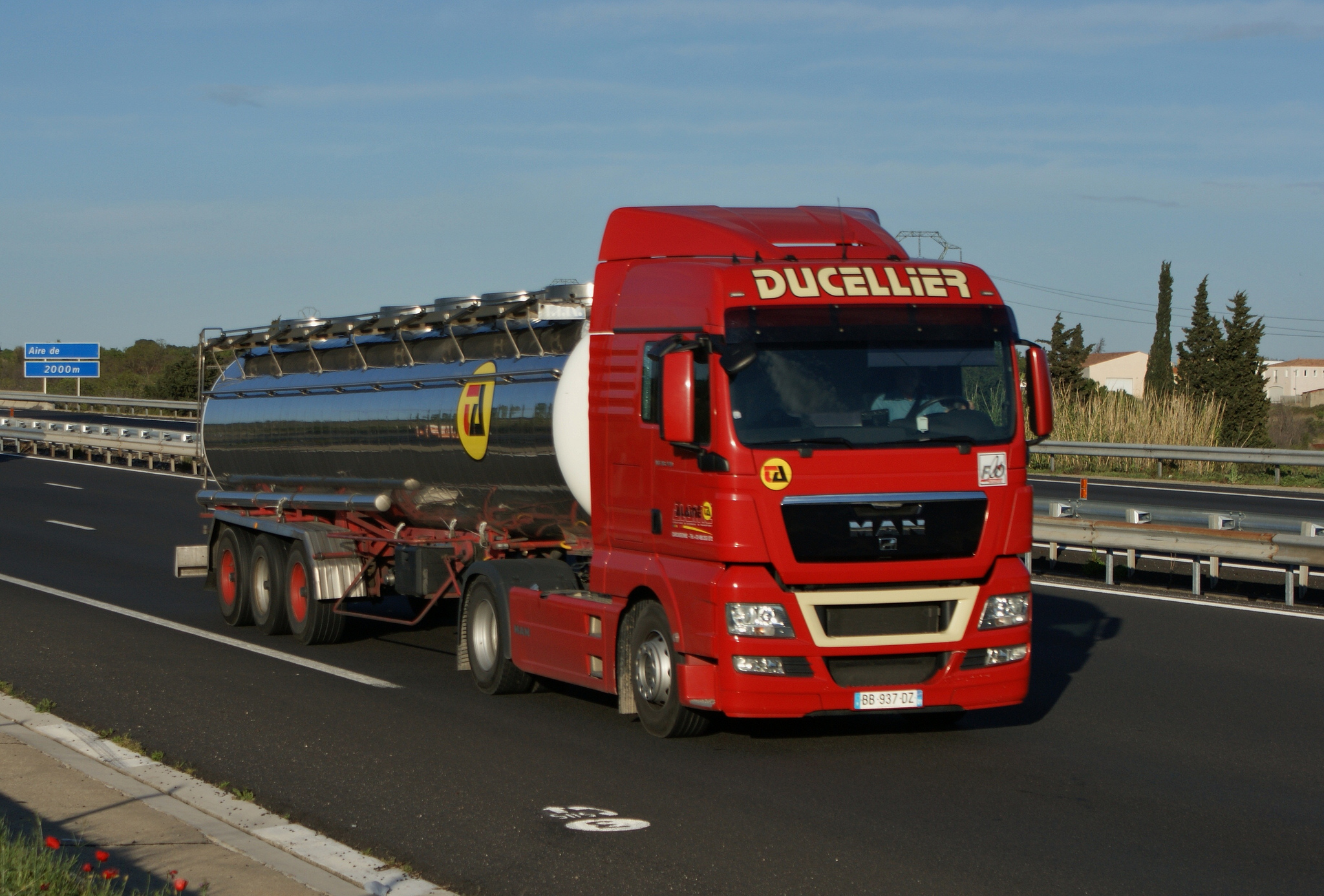
MAN
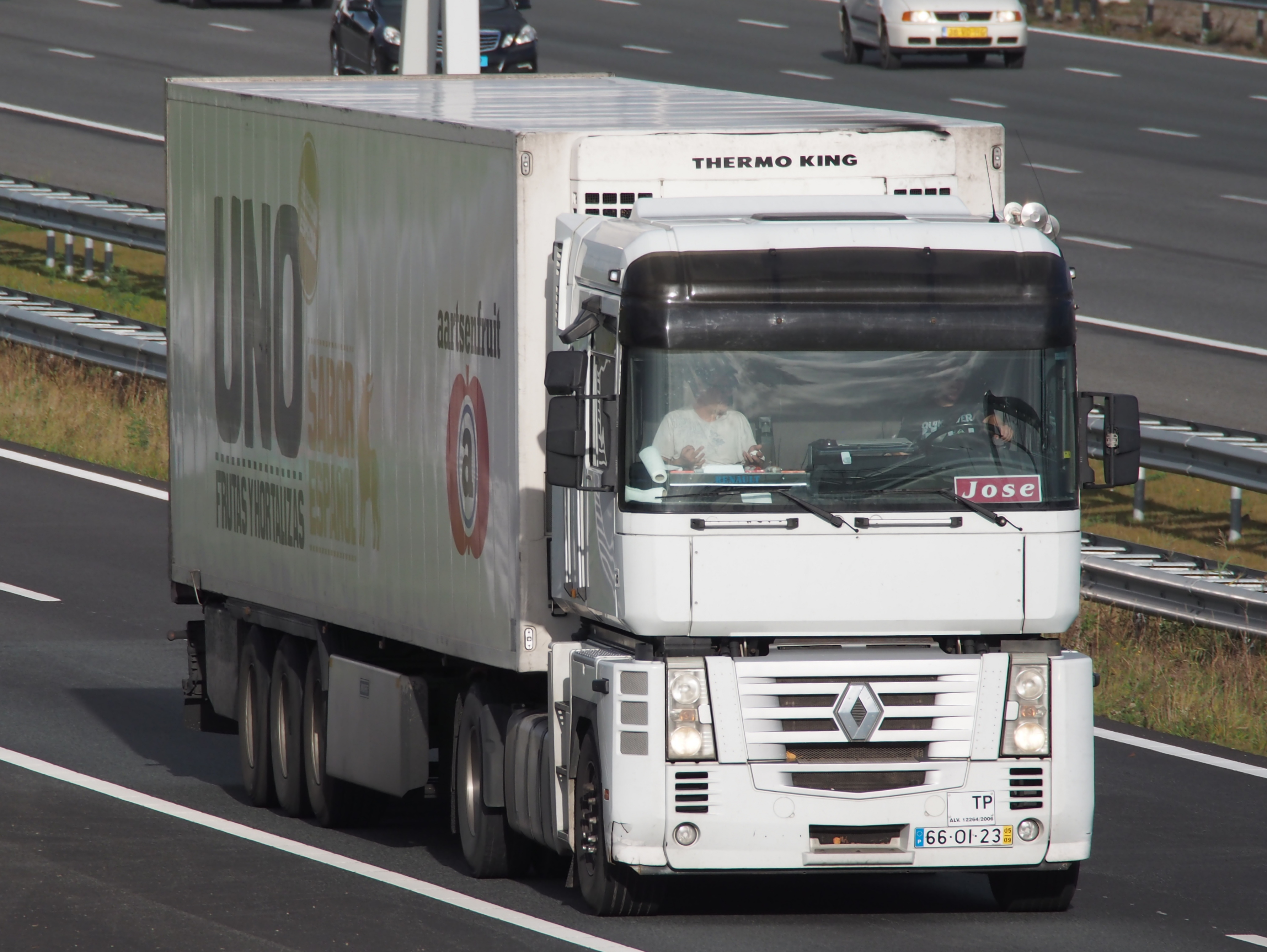
ルノー
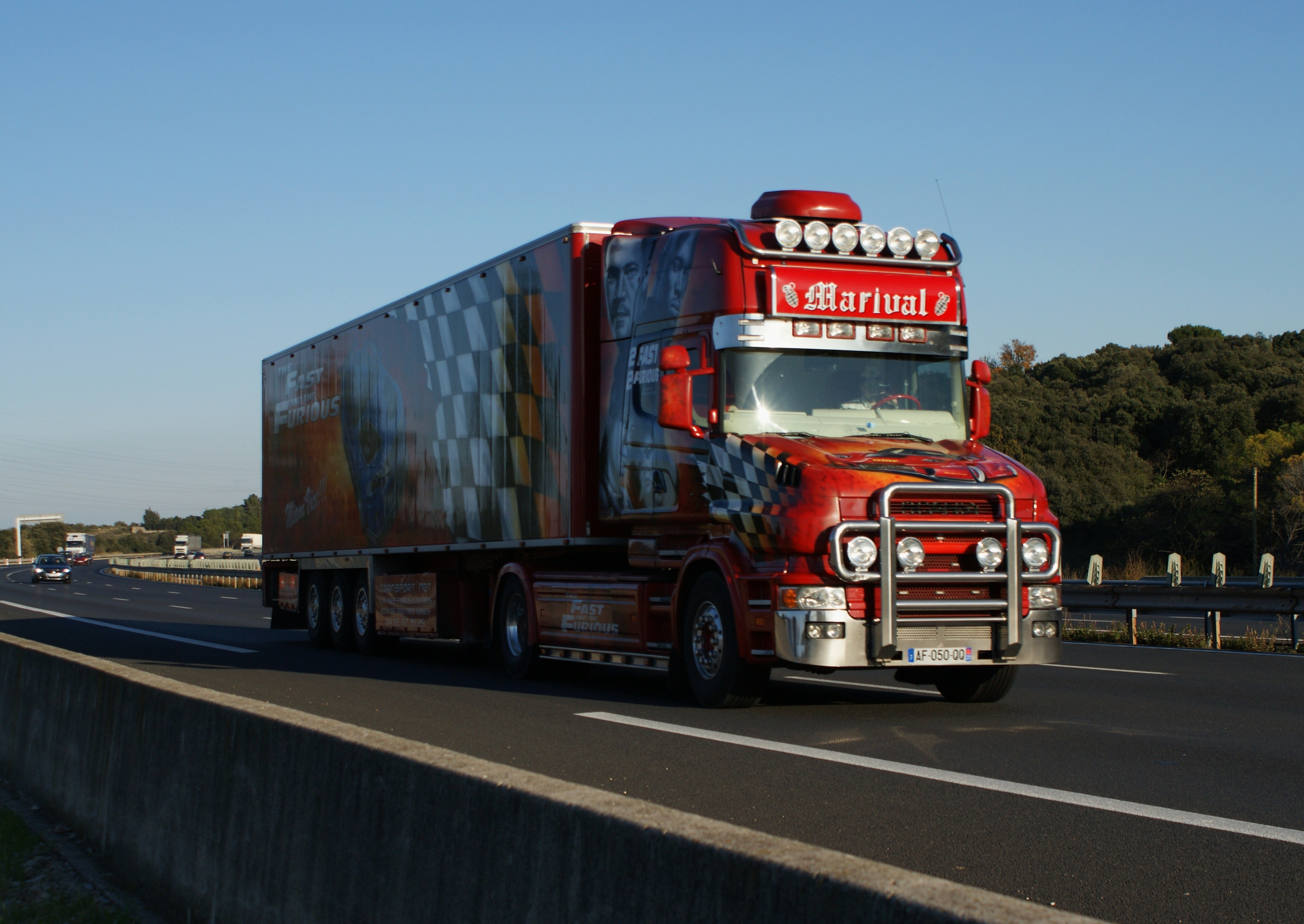
スカニア・Tシリーズ
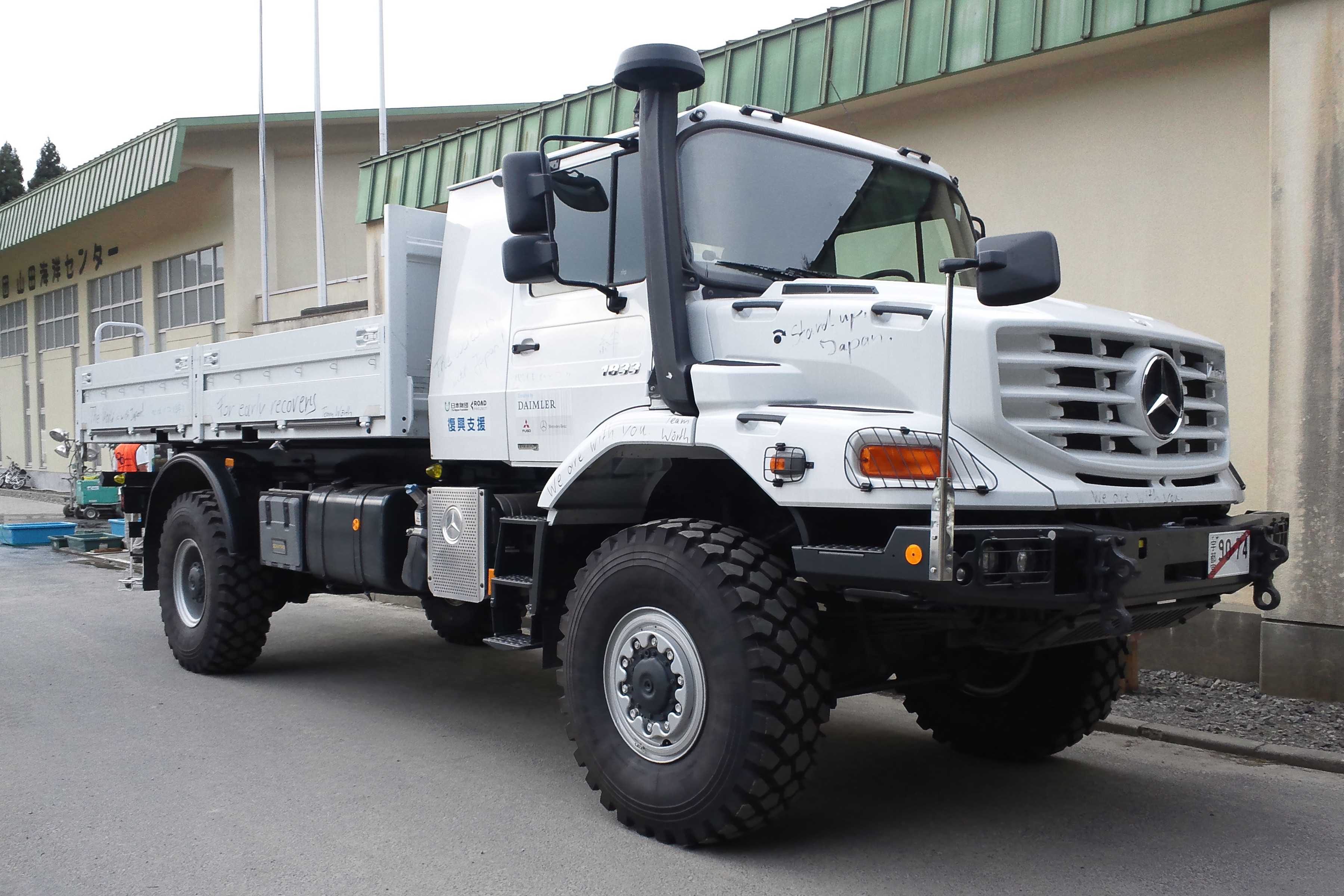
メルセデス・ベンツ ゼトロス

### オセアニア
オセアニアでは、キャブオーバー車とボンネット車、両方のタイプのトラックが使用されている。低い人口密度と言う点は北アメリカと似ているものの、ボンネット車に偏っているわけではなく、キャブオーバー車も多用されている。
アメリカ合衆国ではボンネット車を販売しているボルボだが、オーストラリアとニュージーランドではキャブオーバー車のみを販売。またフレイトライナーはArgosyというキャブオーバー車を販売しているが、これは北米では販売終了になったモデルである。
一方、ヨーロッパの自動車メーカーが、オーストラリア向けにボンネット車の販売を行う事例もある。イタリアのイヴェコは、パワースターというボンネット車を販売しており、これとキャブオーバー車のStralisを併売することで、顧客の需要に柔軟に対応している。

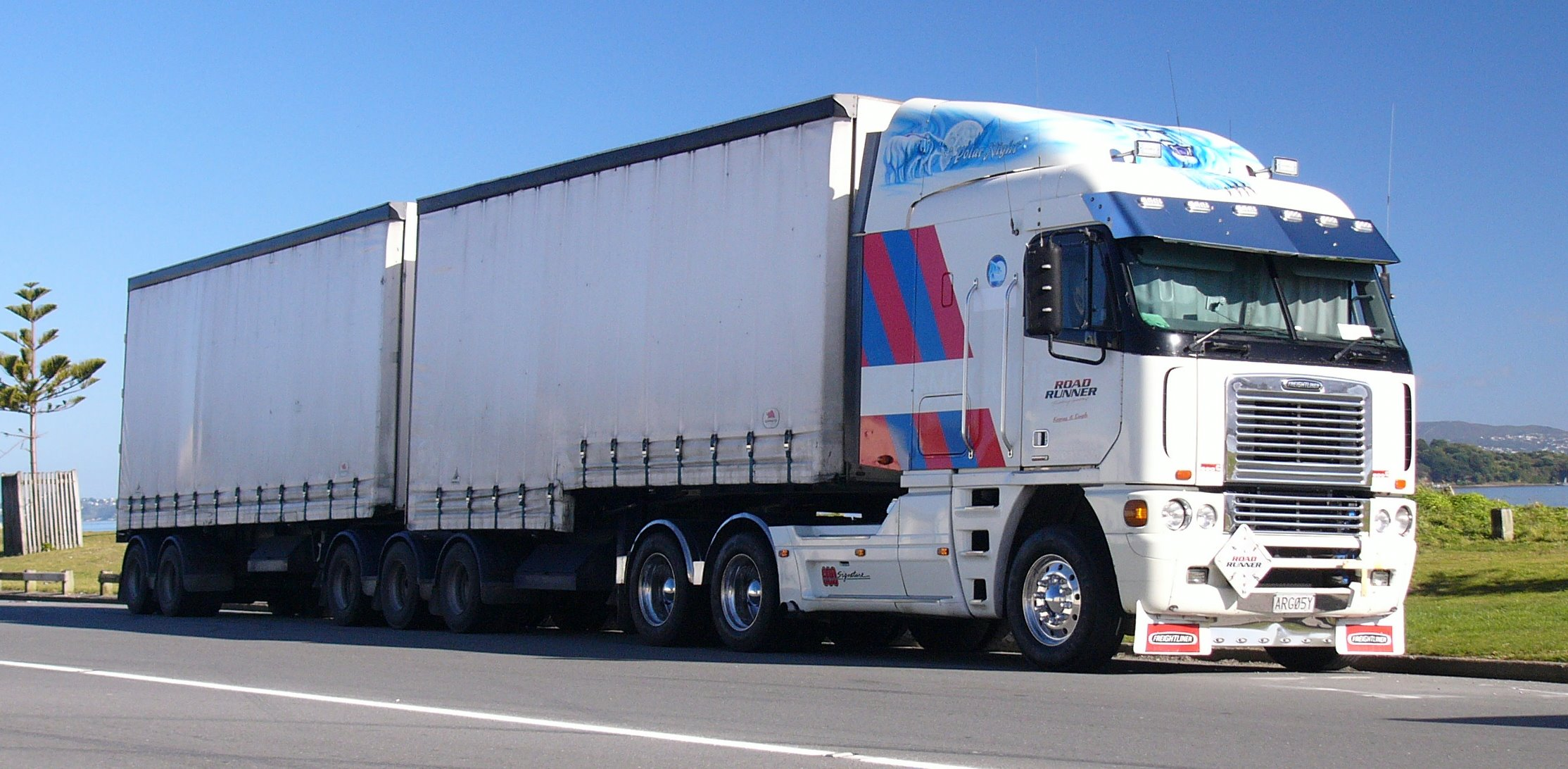
フレイトライナー・Argosy
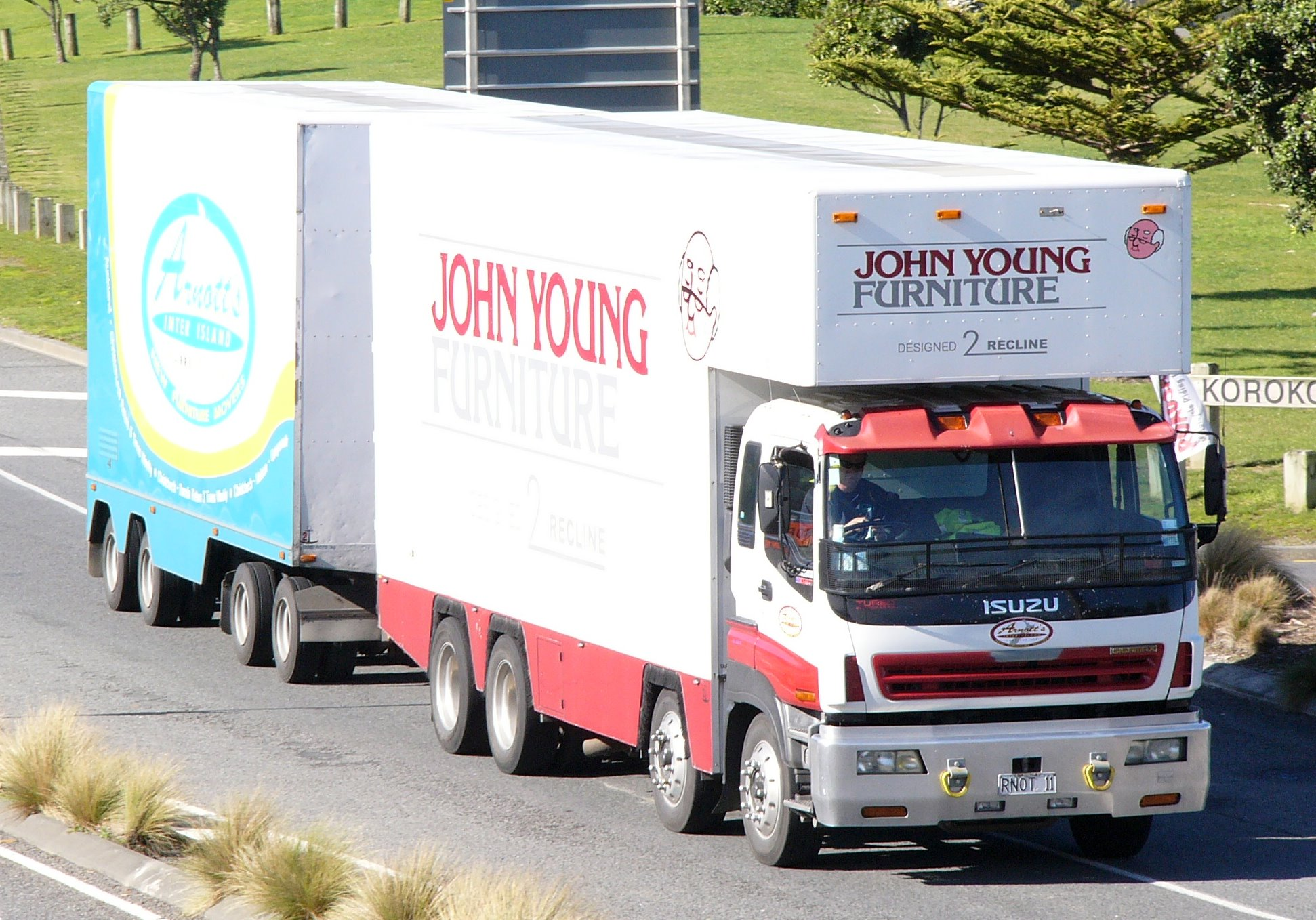
いすゞ・C&Eシリーズ（ギガ）
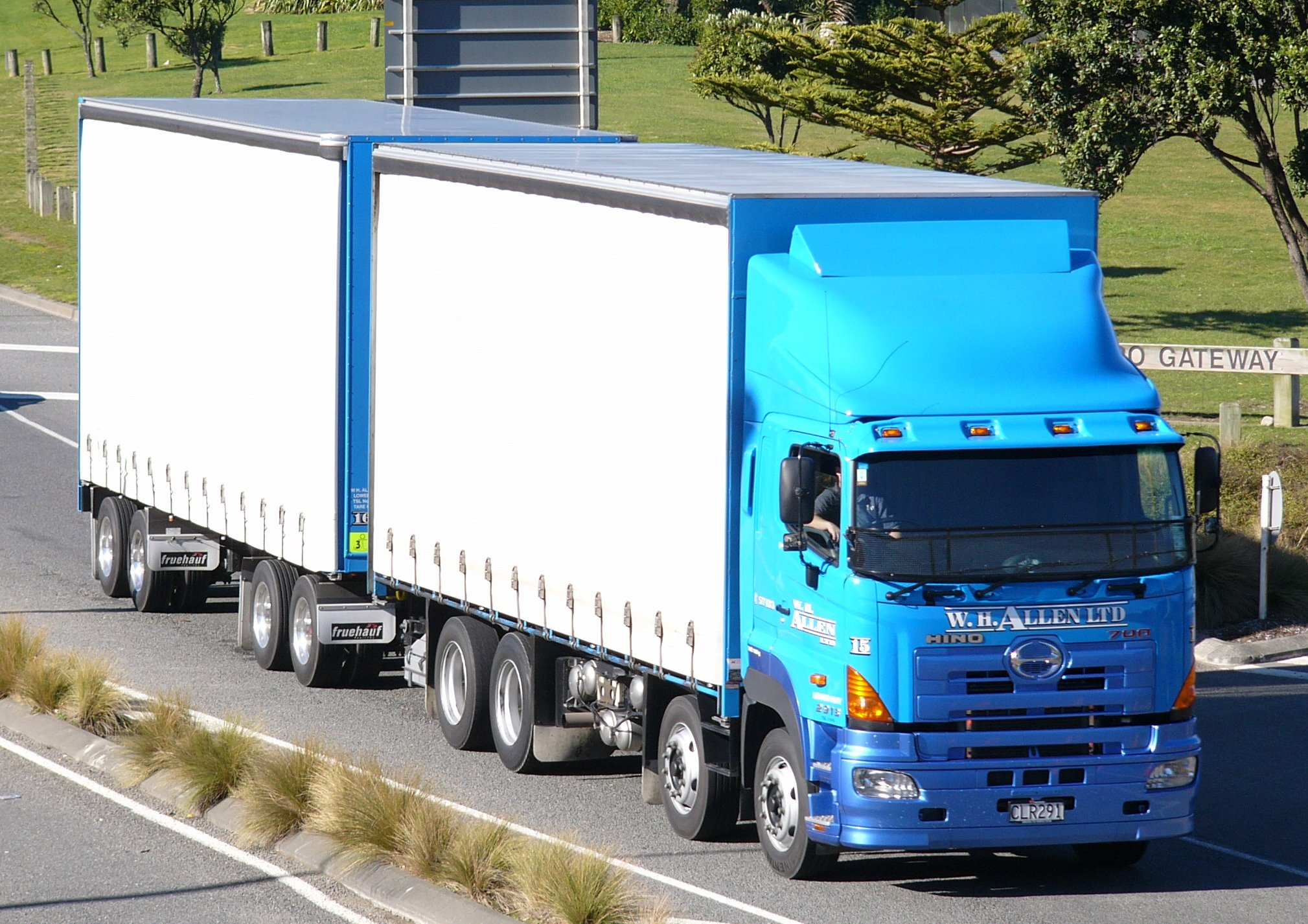
日野・700 (プロフィア)
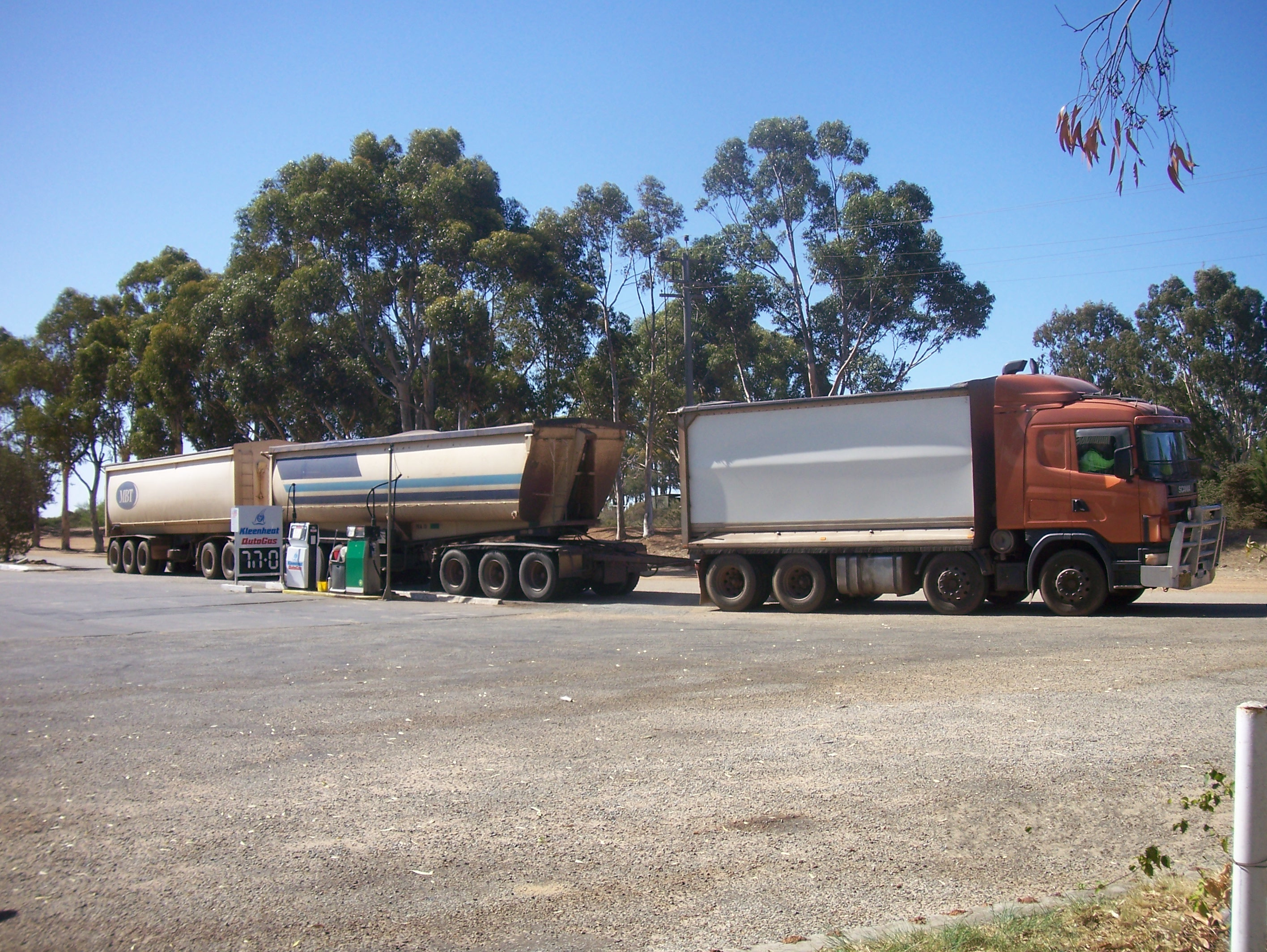
スカニアが牽引するロードトレイン
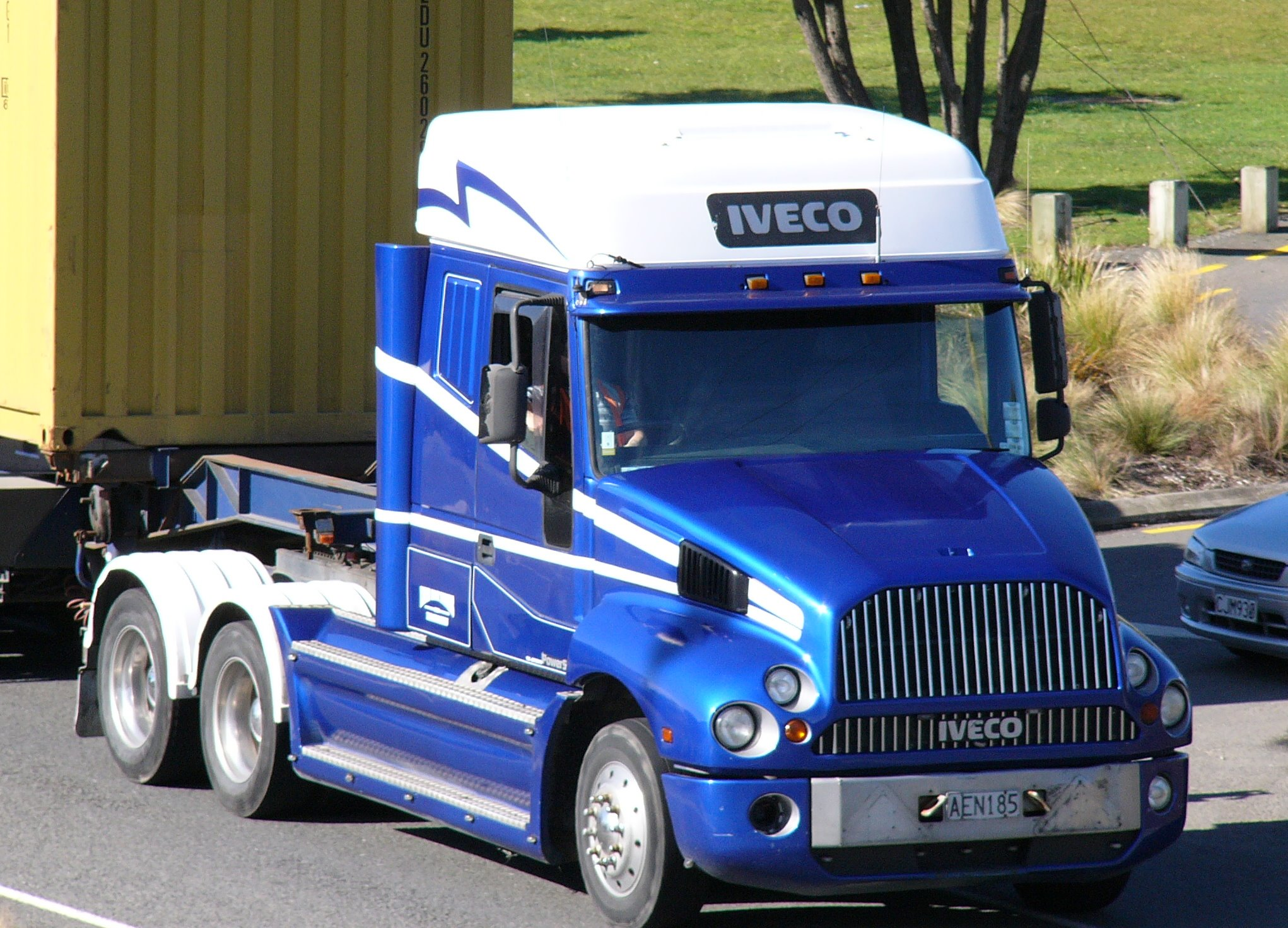
イヴェコ・パワースター

### ロシア・ウクライナ
ロシアやウクライナなどの旧ソビエト連邦領の各国は、国土が大変広く人口密度が低いという点が北米と類似しており、また第二次世界大戦前の自動車産業の黎明期にアメリカ自動車メーカーからの技術導入があり、大戦中はレンドリースによりアメリカ車トラックの導入が盛んで、その車両設計が後の自国生産車両の参考にされて、アメリカ合衆国の影響を色濃く受けた歴史があり、伝統的にボンネット車が大多数であった。
1970年代からは、キャブオーバー車のみを生産するKAMAZなどの製造企業も出現し、現在ではウラル自動車工場やAvtoKrAZなどのメーカーで、ボンネット車とキャブオーバー車が併売される、あるいは同一シャシー・性能機能のトラックにおいて、ボンネット型キャビンを搭載するかキャブオーバー型キャビンを搭載するか選択可能であったりする。
一方で、GAZのGAZ-52(ロシア語)やGAZ-3307(英語)のように、中型トラックでもボンネット車のみが販売されている例もある。

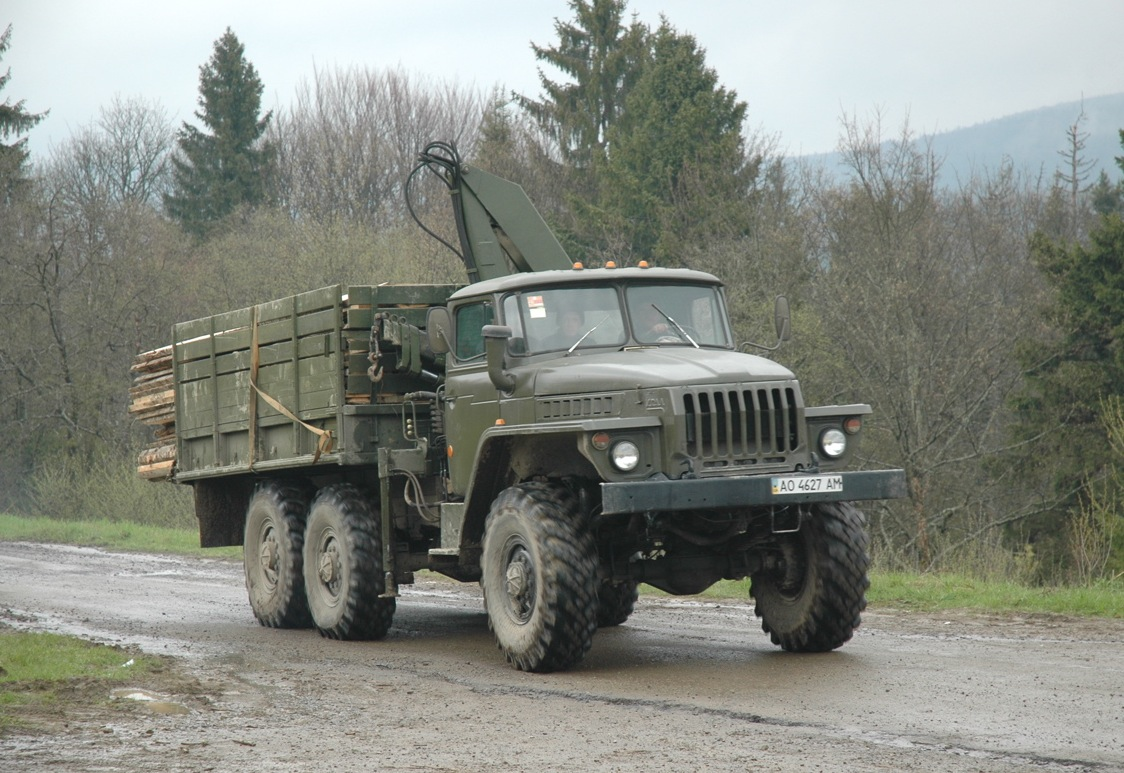
ウラル-4320
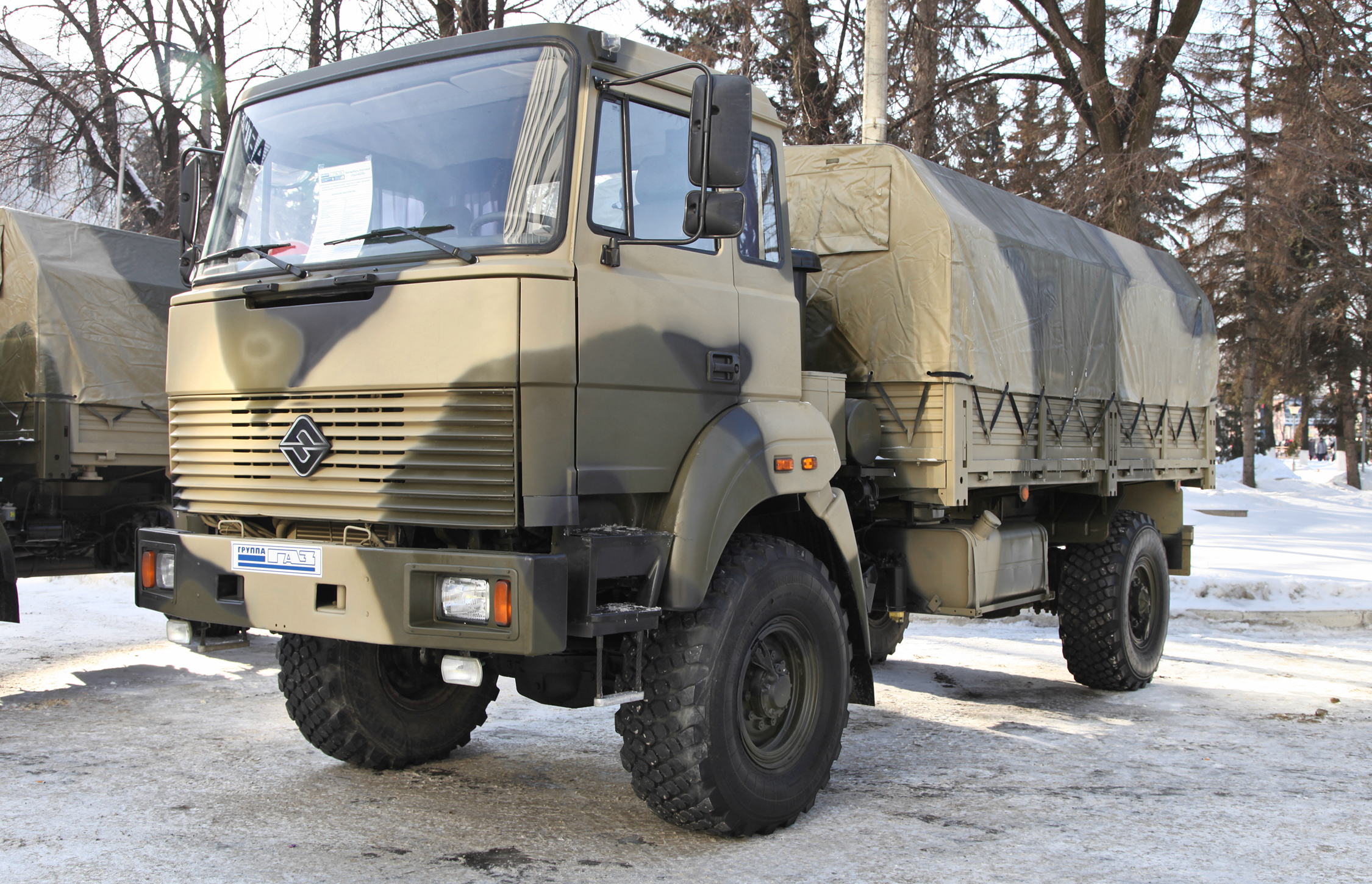
ウラル-43206
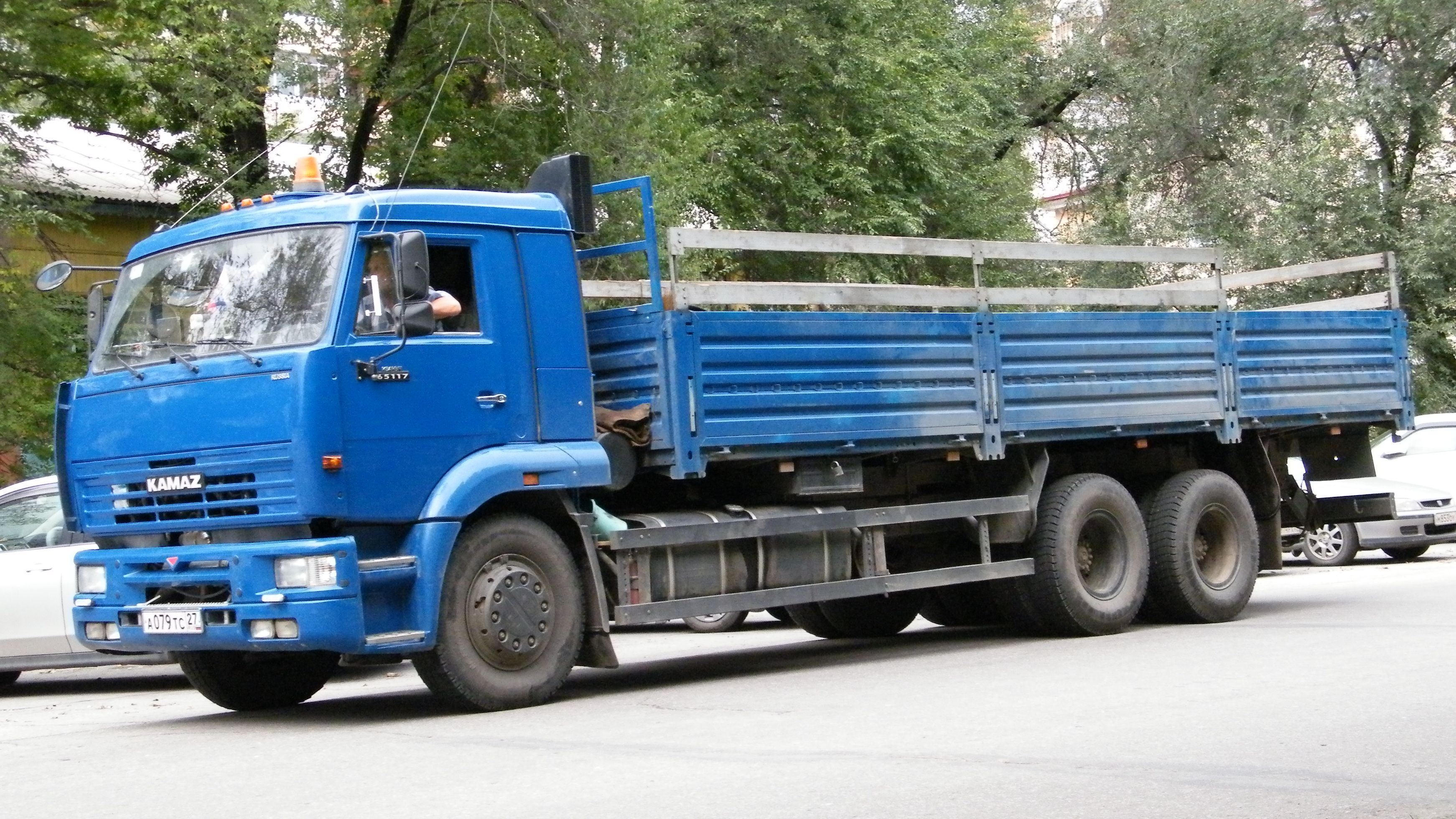
KAMAZ-65117
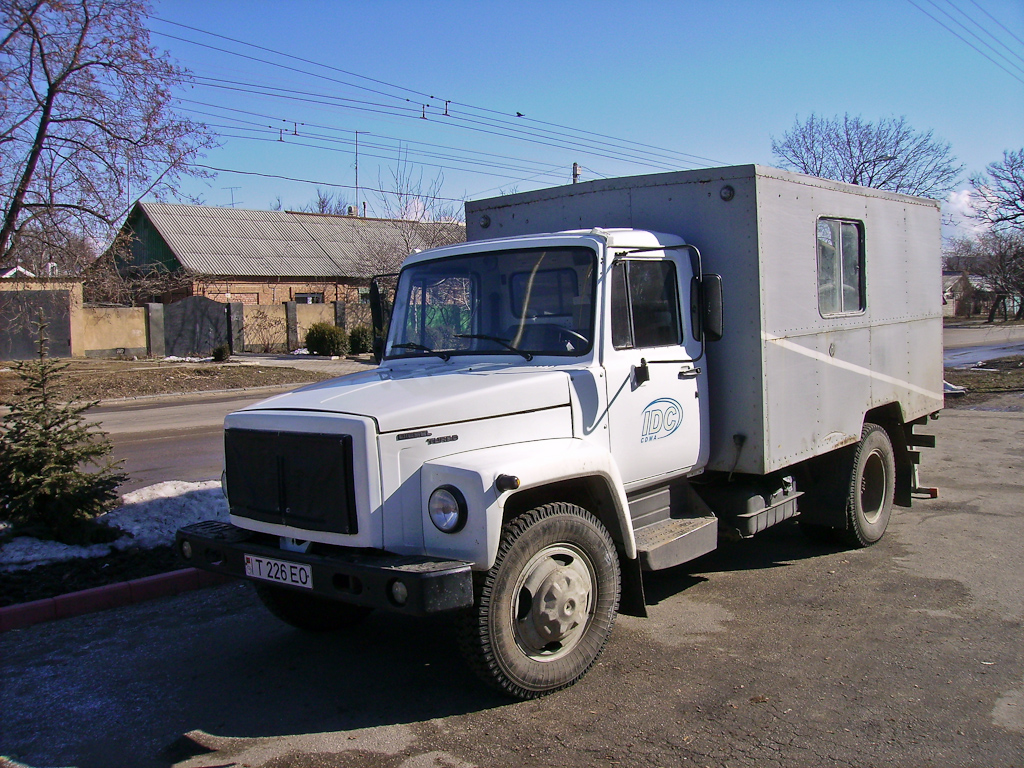
GAZ-3307

## キャブオーバー型の例（日本の小型車）

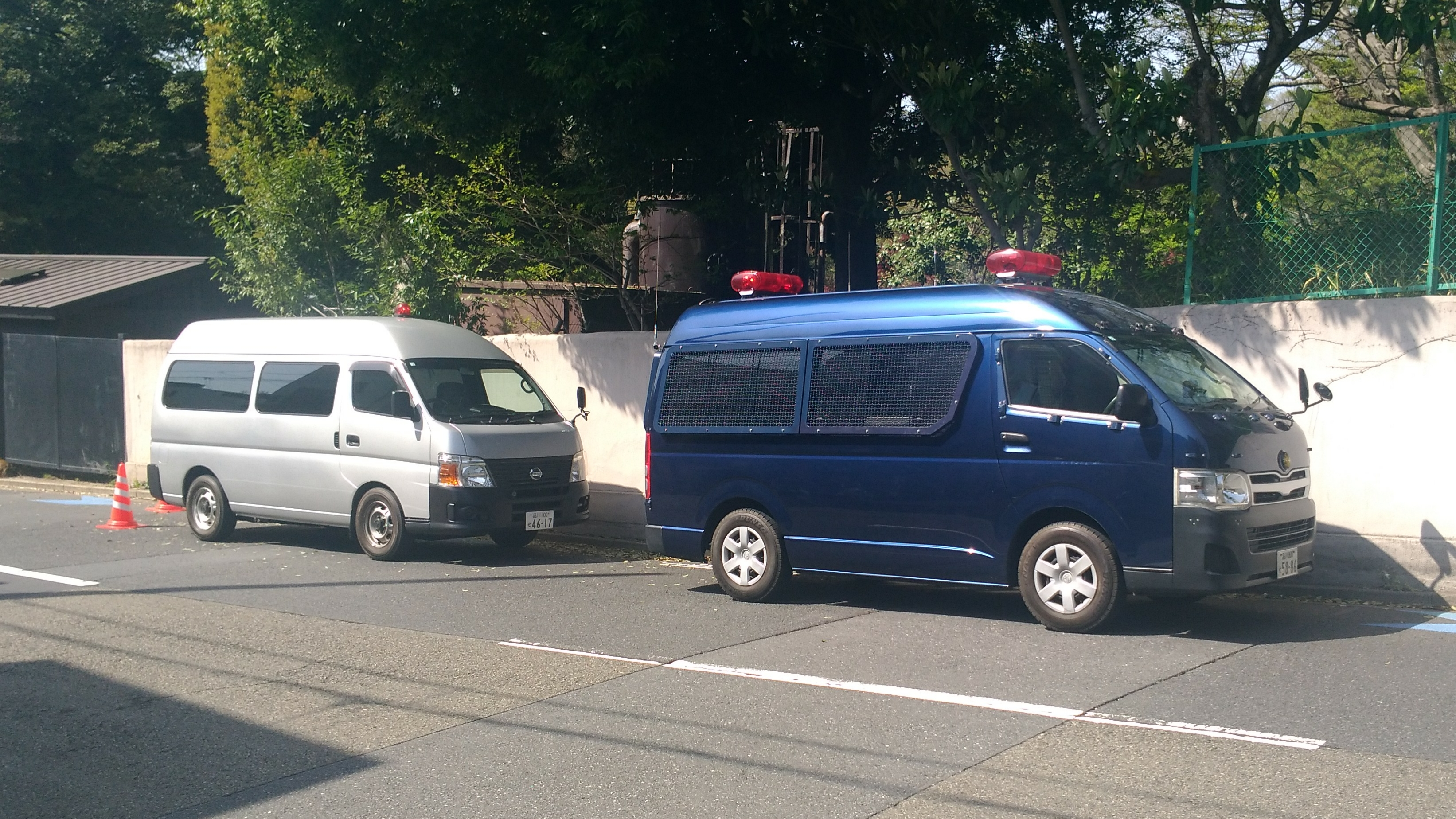
トヨタ・ハイエースと日産・キャラバン

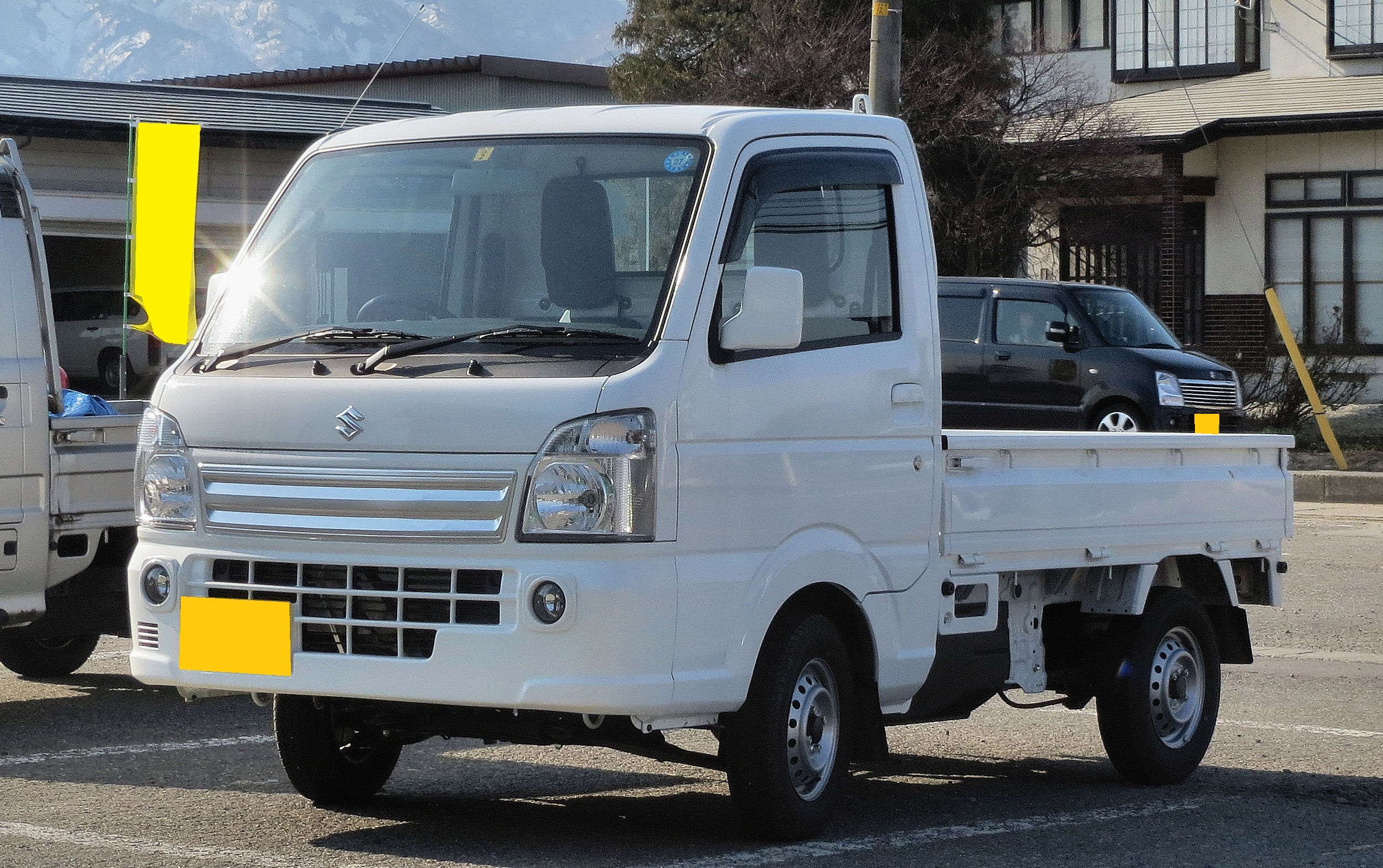
スズキ・キャリイ

日本ではワンボックスカーと呼ばれる自動車のほとんどがキャブオーバーレイアウトを採用している。

### 軽トラック・軽バン
- スズキ・キャリイ（3代目 - 10代目、11代目のショートホイールベース車(DA65T型)、12代目）/エブリイ（3代目以前）
  - マツダ・スクラム（トラック：3代目除く、バン：2代目以前）
  - 日産・NT100クリッパー / クリッパートラック（2代目以降）
  - 三菱・ミニキャブトラック（6代目、およびMiEVトラック(電気自動車は除く。7代目以降よりスズキ・キャリイのOEM）
- 三菱・ミニキャブバン（5代目以前）
- ダイハツ・ハイゼットトラック（2代目以降）/ハイゼットバン(現・カーゴ)（初代および9代目を除く）/アトレー（3代目まで）
  - トヨタ・ピクシストラック（ダイハツ・ハイゼットトラックのOEM）
  - スバル・サンバートラック（7代目以降よりダイハツ・ハイゼットトラックのOEM） - 6代目（トラック・TT型、バン・TV型）まではリアエンジン車両であり原義のキャブオーバーには該当しないが、車体形状からキャブオーバーに分類される場合がある。
- ホンダ・アクティトラック（3代目を除く） - ミッドシップであるため、原義のキャブオーバーには該当しない。

### 4ナンバートラック、ライトバン、ミニバン
- マツダ・ボンゴ（2代目 - 4代目まで。初代はワンボックス型だがリアエンジン）
- マツダ・ボンゴブローニィ（3代目はトヨタ・ハイエースのOEM）
- 三菱・デリカ/スターワゴン（国内販売終了）
- 日産・キャラバン
- ダットサン・サニーキャブ/日産・チェリーキャブ
- 日産・バネット
- トヨタ・ハイエース/レジアスエース
- トヨタ・タウンエース（初代および2代目）/ライトエース（初代 - 4代目まで）/マスターエースサーフ

## 路線バスでの採用
バスにキャブオーバーレイアウトを採用した場合、同一全長のボンネットバスに比較して客室面積を大きく取れることから、日本では1950年代頃から採用例が増え、ボンネット型バスと並行して使用された。その後、日本のバスは、よりスペース利用効率に優れ、ワンマン運転に対応した広い運転席と前扉配置をとりやすいリアエンジンレイアウトが主流となり、キャブオーバーレイアウトはマイクロバスと小型車を除き、特種用途車などに残るのみとなっている。
タイの首都バンコクで路線バスを運行するバンコク大量輸送公社（BMTA）では、ワンマン化が進んでいないこともあり、多数のキャブオーバー型バスを保有・運行している。一部には冷房つきの車両も存在する。

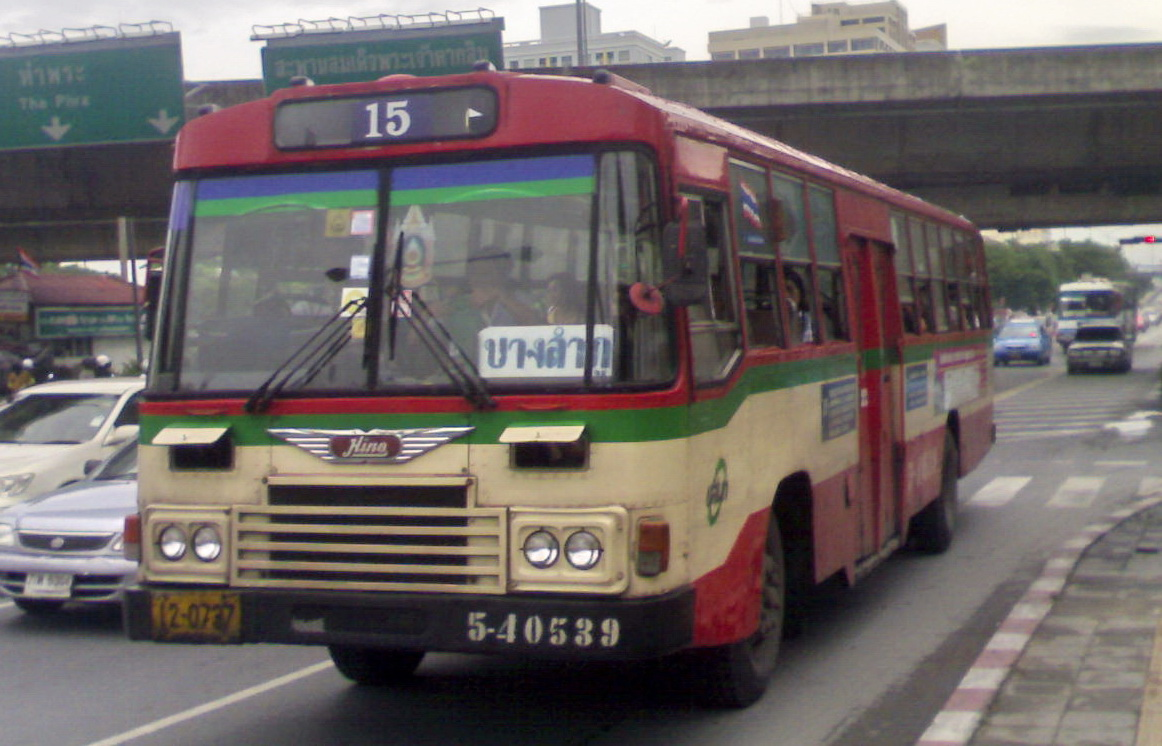
日野AK176 （非冷房・扇風機なし） バンコク大量輸送公社
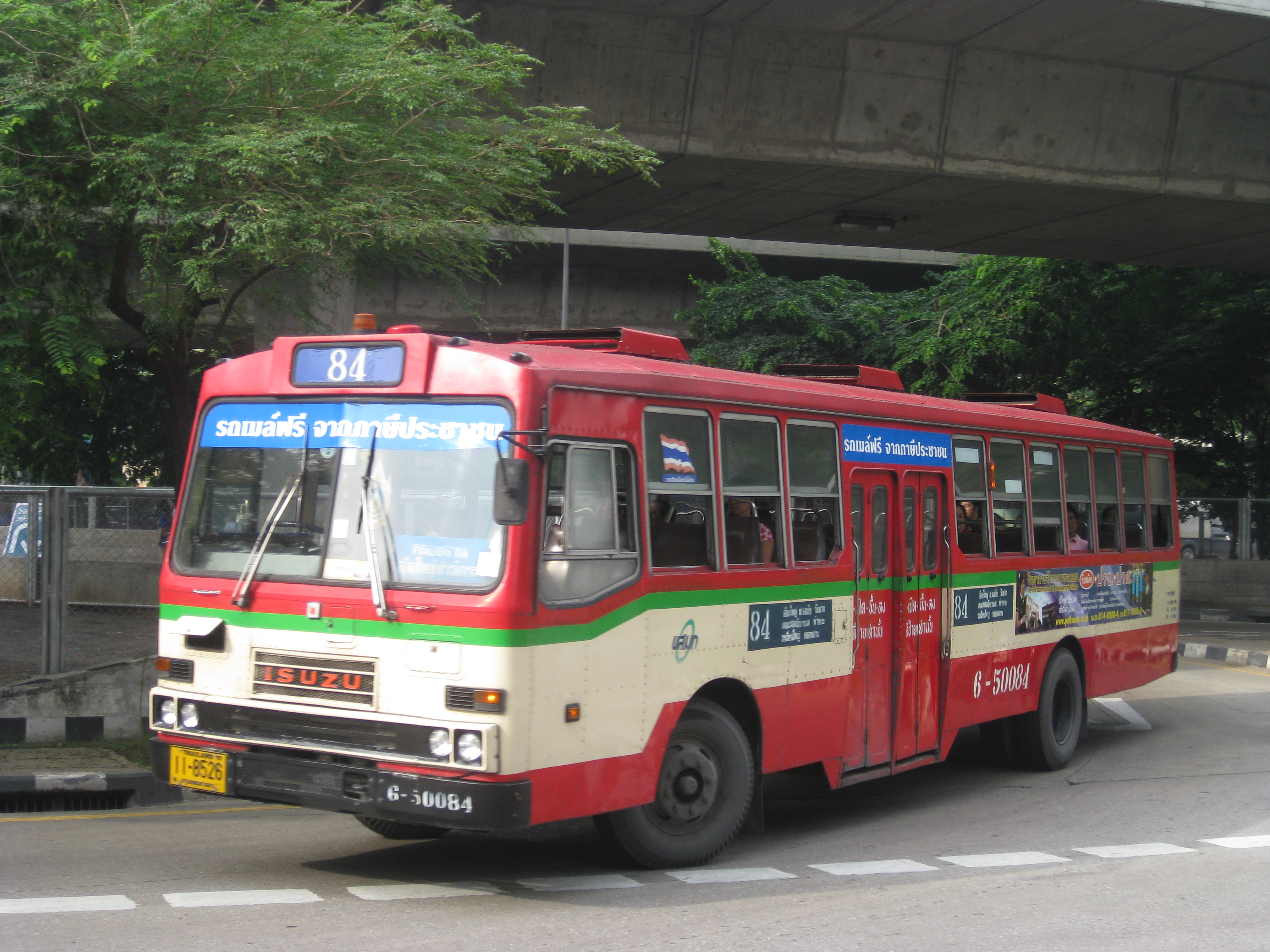
いすゞMT111QB （非冷房・扇風機なし） バンコク大量輸送公社
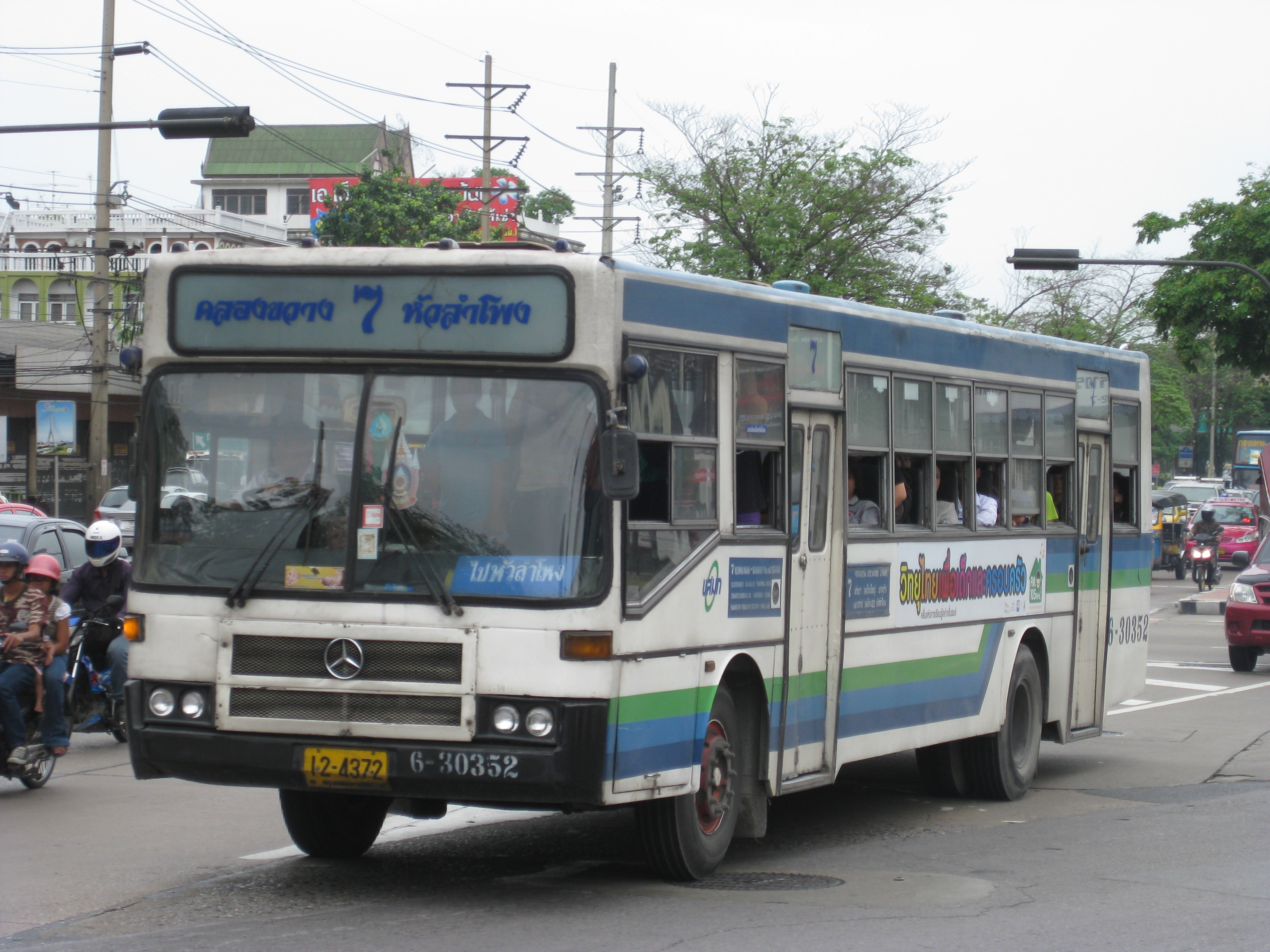
メルセデス・ベンツOH360i （非冷房・扇風機つき） バンコク大量輸送公社
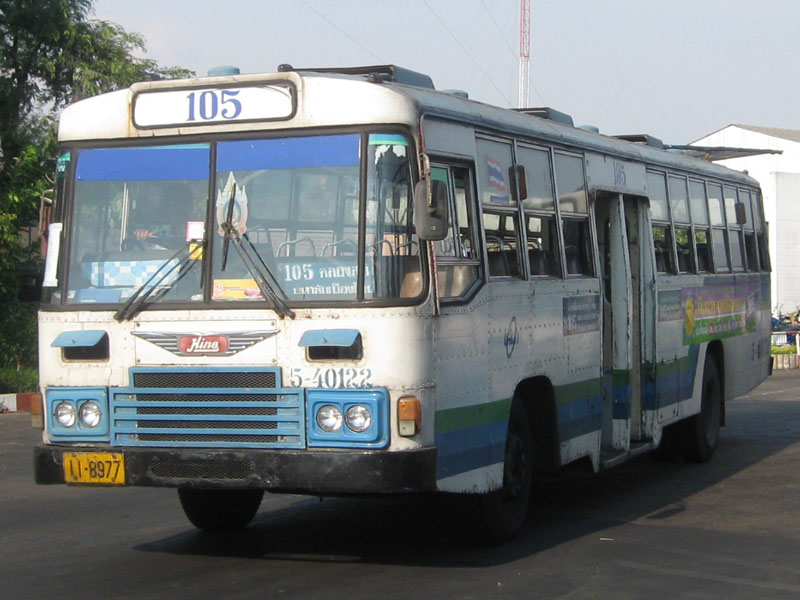
日野AK176 （非冷房・扇風機つき） バンコク大量輸送公社
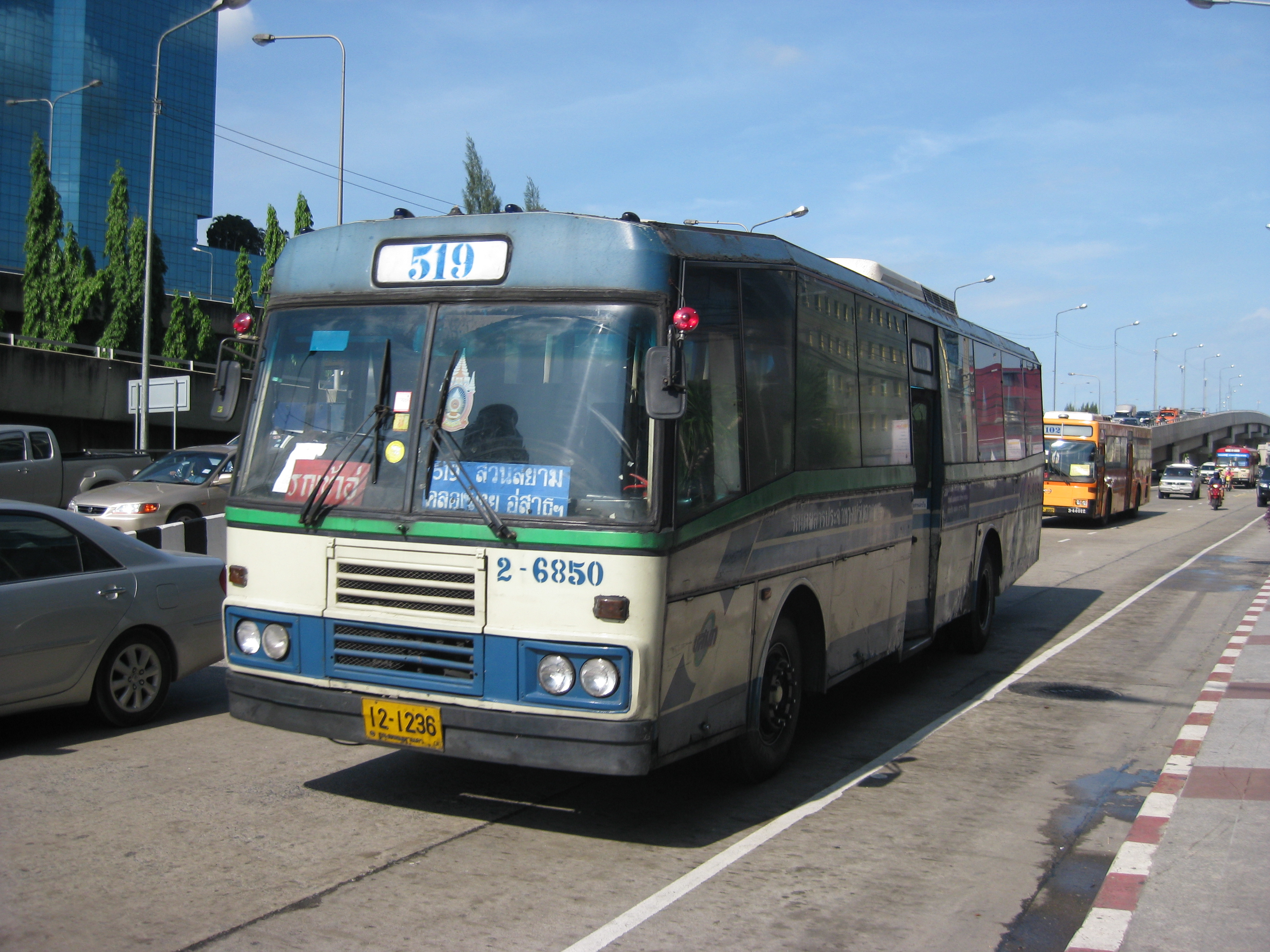
メルセデス・ベンツOF1617（冷房つき） バンコク大量輸送公社